# Biserica de lemn din Berchieșu

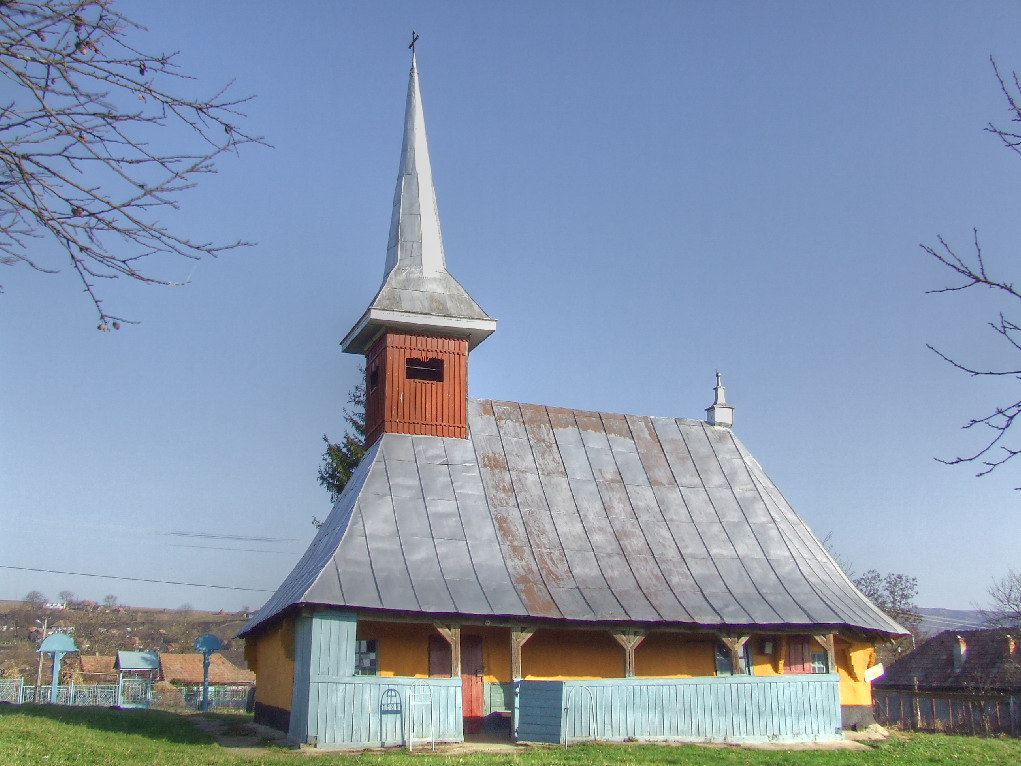
Biserica de lemn din Berchieșu

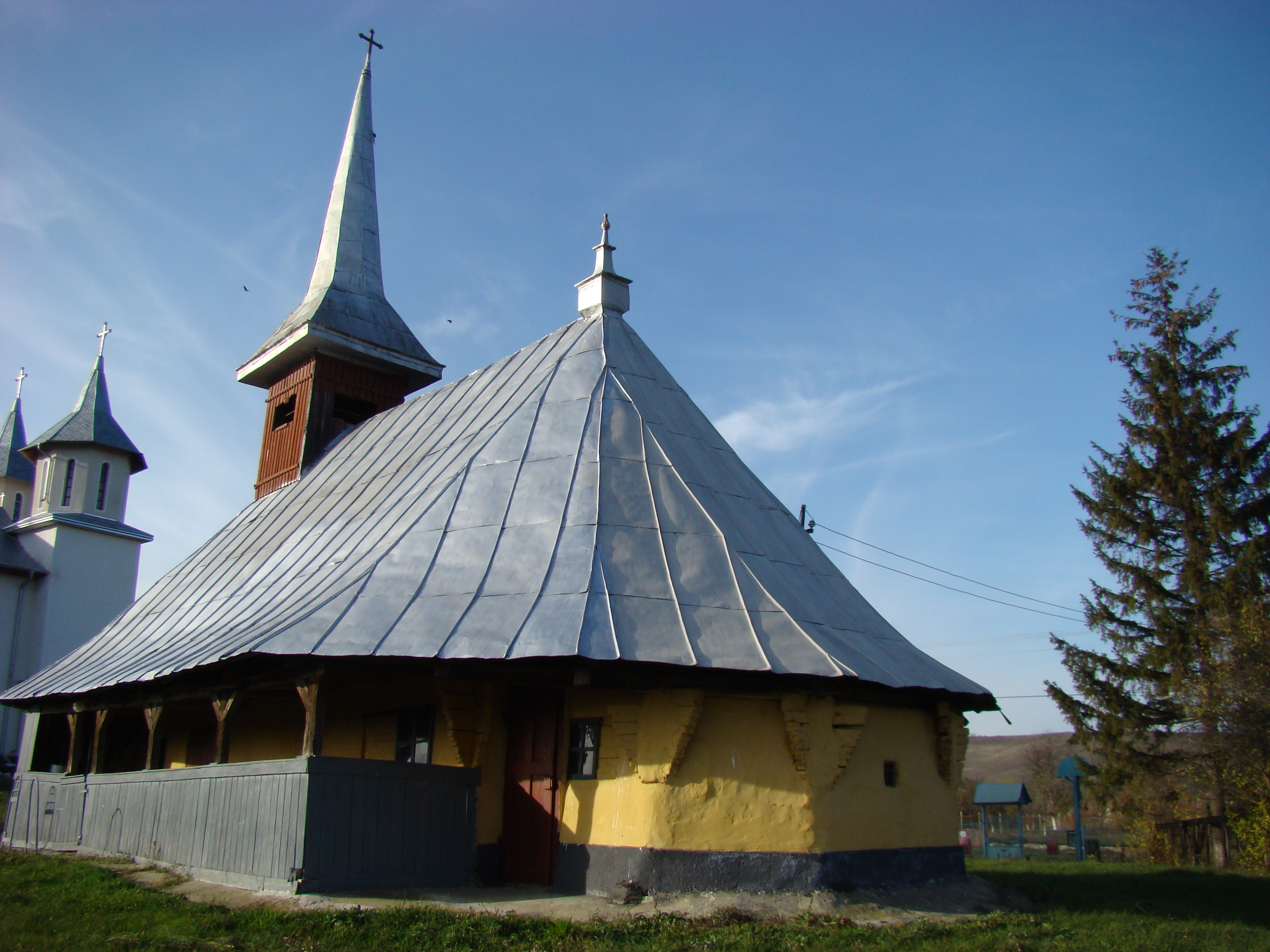
Biserica de lemn „Sfinții Arhangheli Mihail și Gavriil” din Berchieșu, județul Cluj, foto: noiembrie 2012.

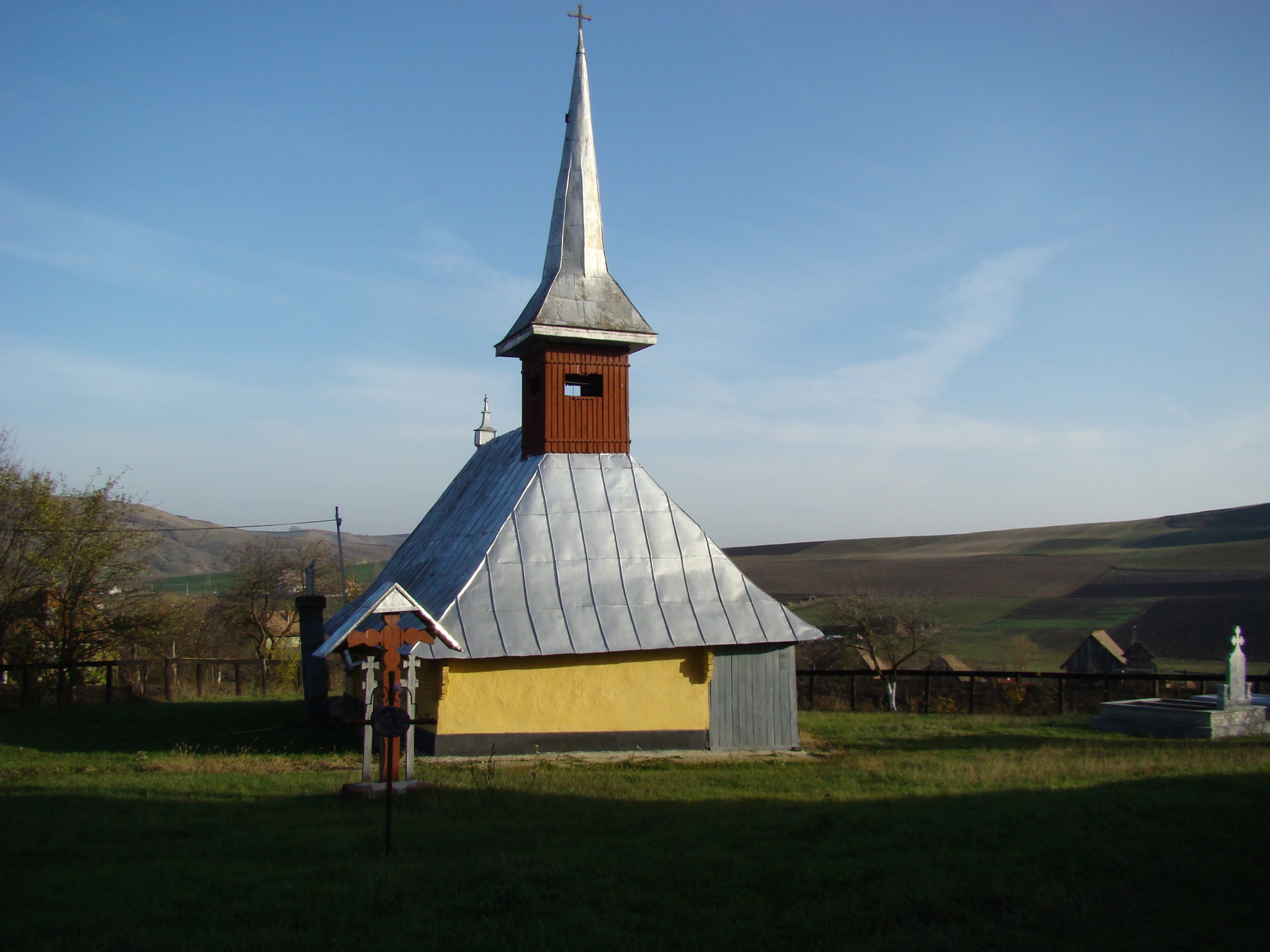
Biserica de lemn „Sfinții Arhangheli Mihail și Gavriil” din Berchieșu, județul Cluj, foto: noiembrie 2012.

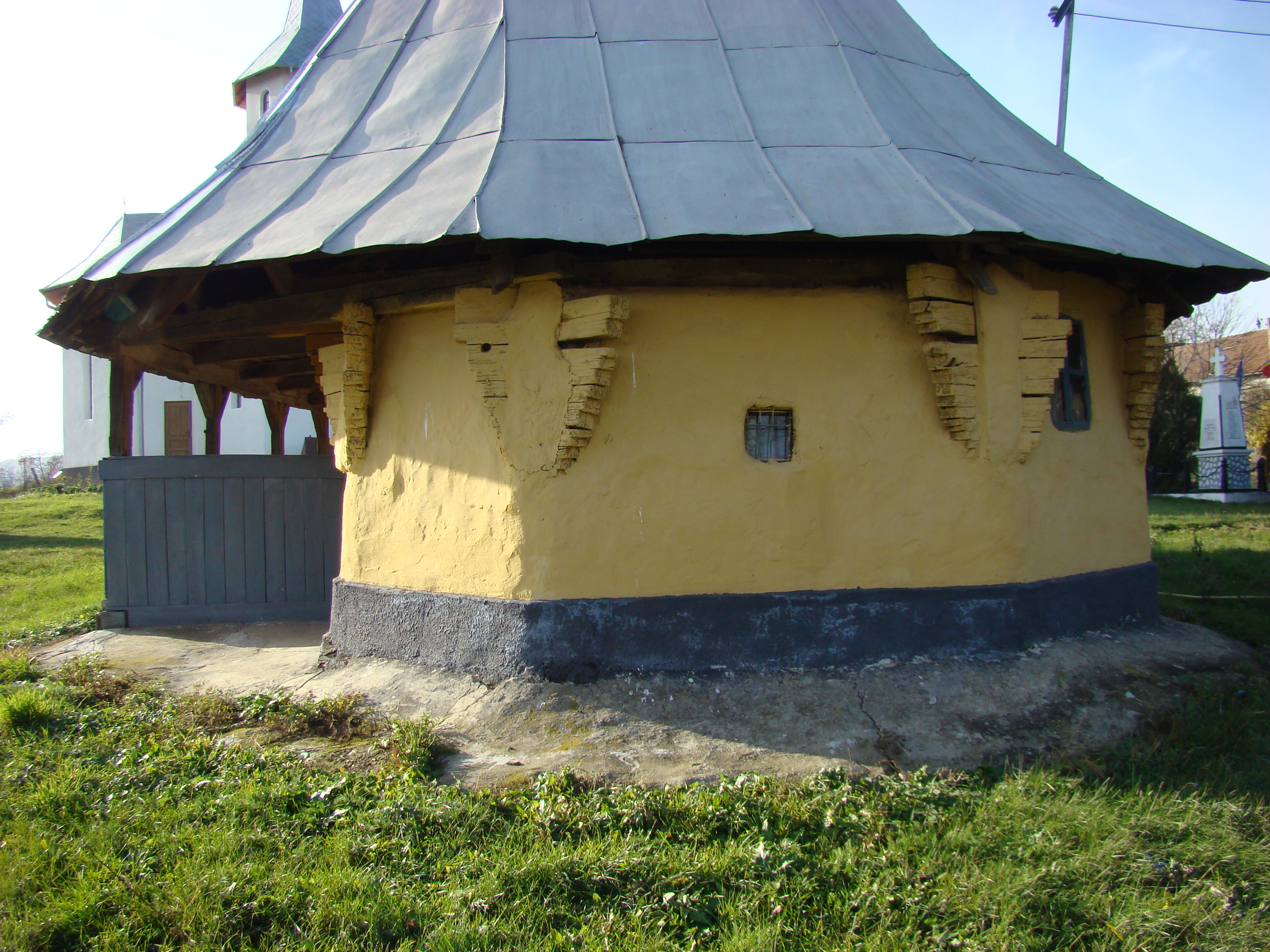
Absida altarului

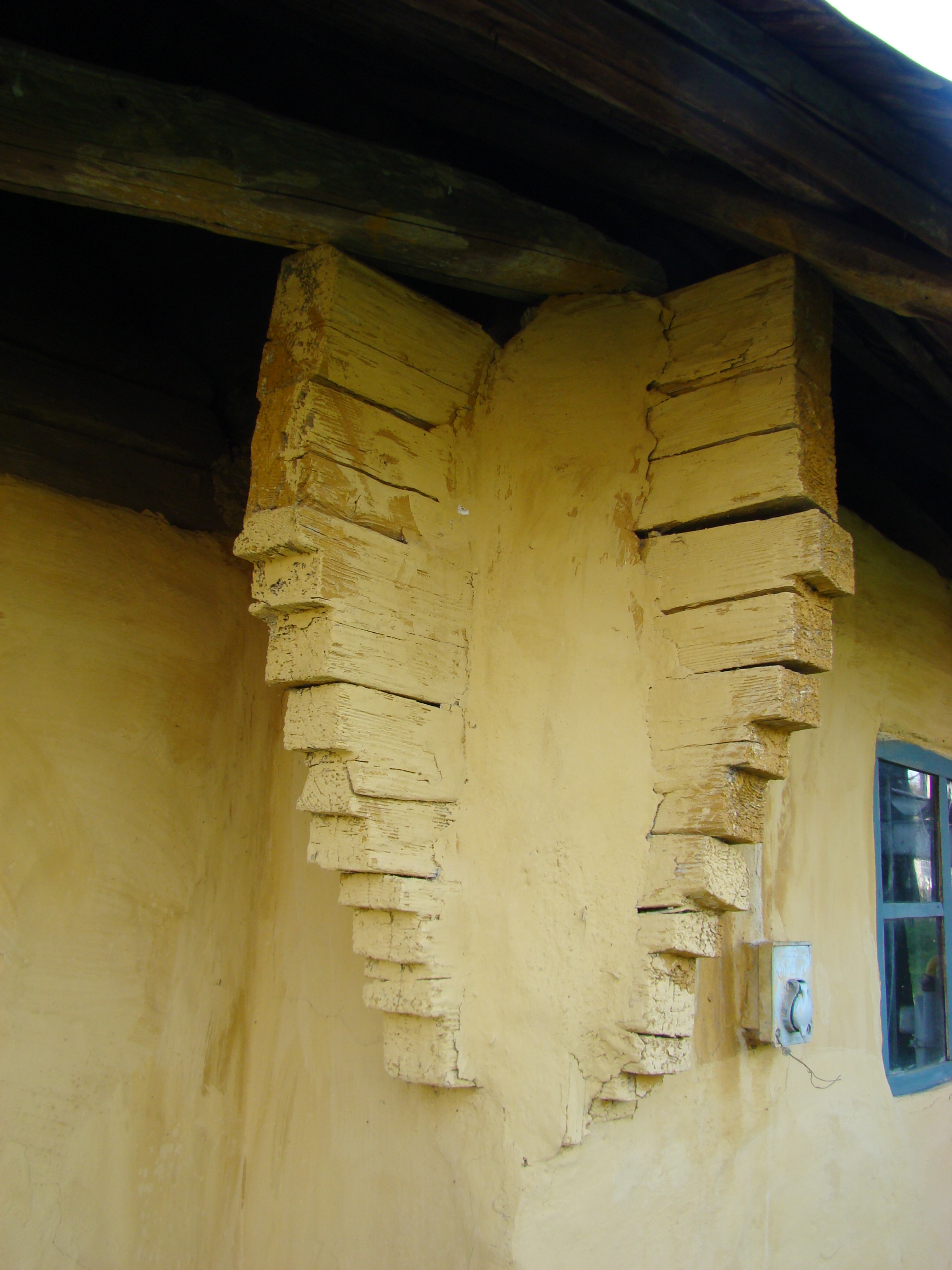
Multiconsole

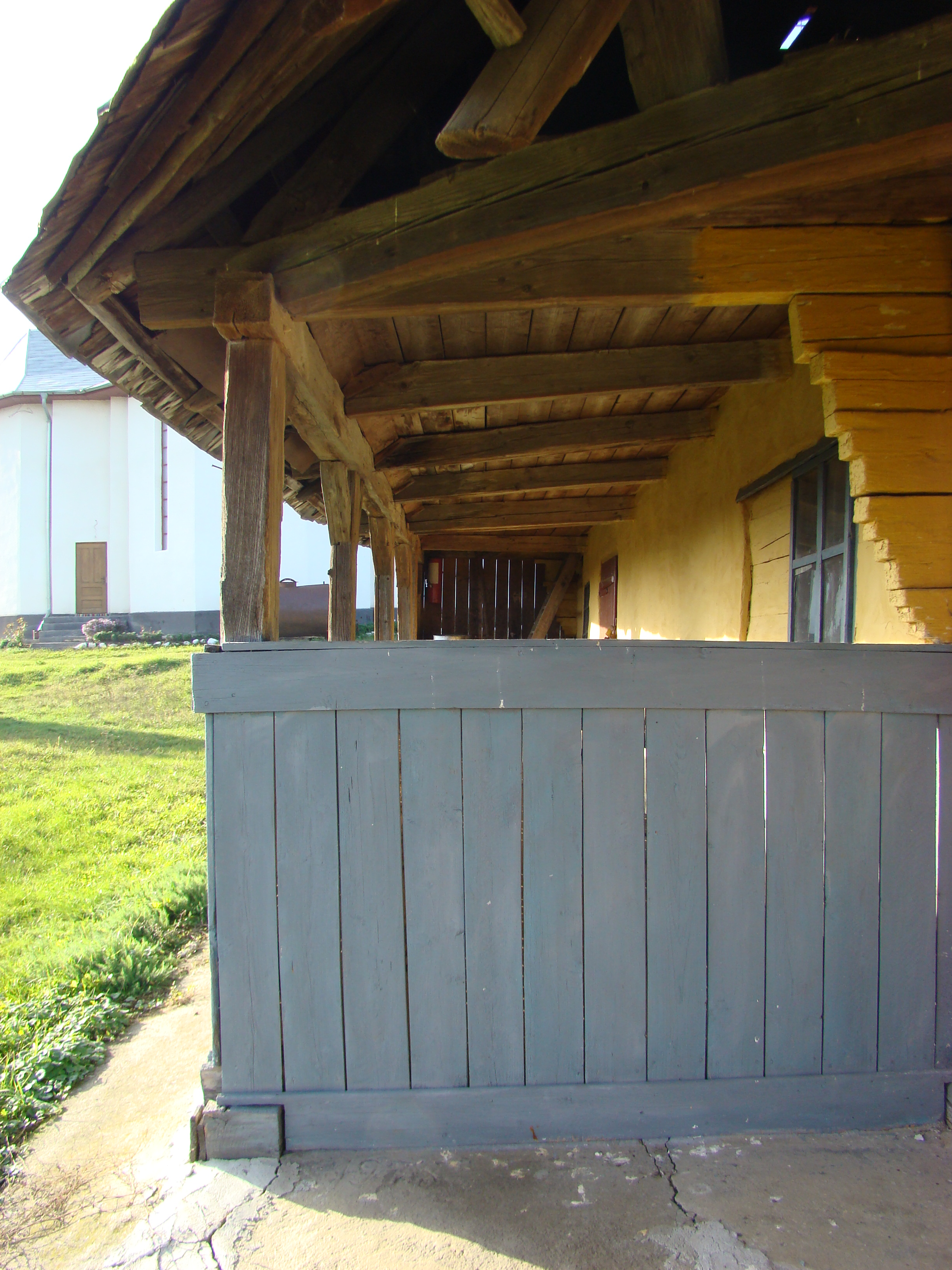
Târnațul

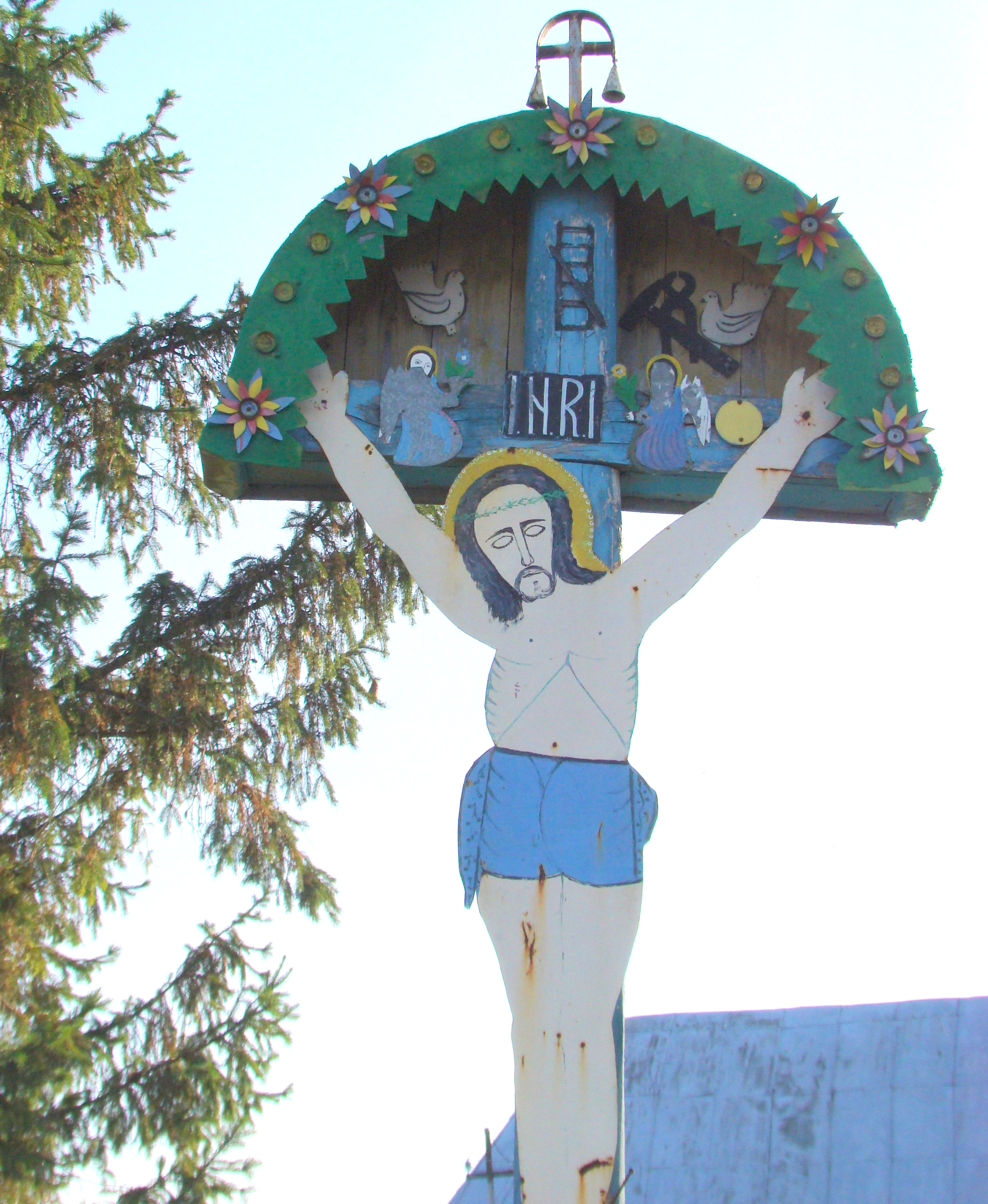
Troiță

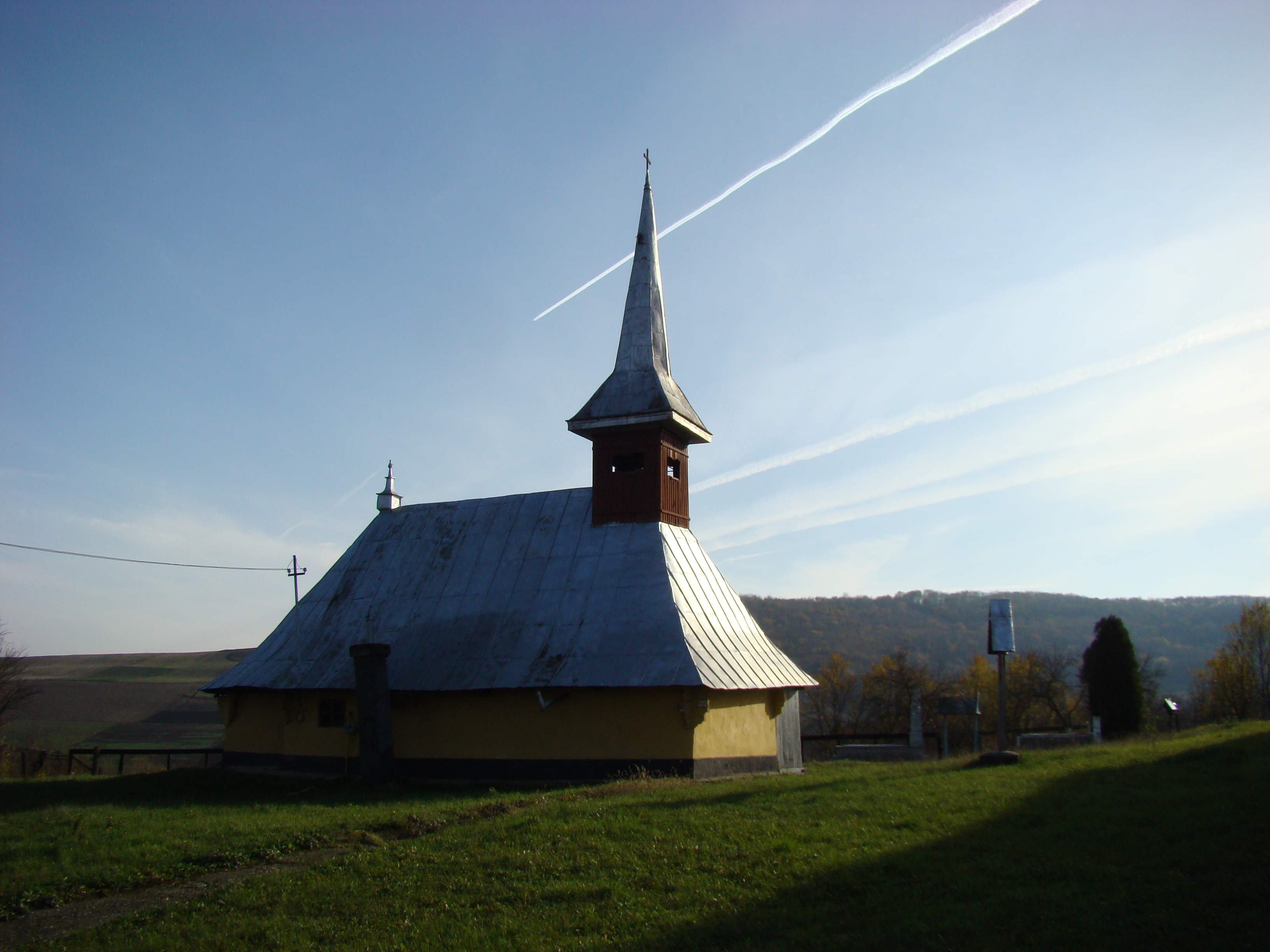
Biserica (nord-vest)

Biserica de lemn din Berchieșu, comuna Frata, județul Cluj, datează din anul 1765, an însemnat pe piciorul mesei altarului cu litere chirilice. Are hramul „Sfinții Arhangheli Mihail și Gavriil”. Biserica se află pe noua listă a monumentelor istorice, cod LMI CJ-II-m-B-07529.

## Istoric
Biserica de lemn a fost folosită neîntrerupt în cadrul slujbelor religioase din 1765 și până la mijlocul anului 2008, după care slujba religioasă se ține în noua biserică, construită de săteni dupa Revoluția din 1989, aflată în același perimetru, la circa 30 metri spre vest. A fost greco-catolica pana la 1948, dupa care preotul si enoriasii au fost fortati de catre comunisti, sub amenintarea puscariei, sa treaca la ortodoxism. Interiorul bisericii cuprinde două mici încăperi, fiecare având o suprafață de circa 9 mp., dimensiunile celor două încăperi fiind de circa 6 metri lungime și 3 metri lățime, la care se adugă spre răsărit un mic altar, cu o suprafață de aproximativ 6 mp. Clopotele bisericii sunt trase cu două funii din prima încăpere, cea destinată femeilor și sunt discret mascate. Cea de-a doua încăpere, mai apropiată de altar, este prevăzută cu un mic balcon din lemn destinat cântăreților. Balconul suspendat pe 4 grinzi se întinde pe toata lungimea celei de-a doua încăperi și are o înălțime față de tavan de circa 1,5 metri, ceea ce obligă cântăreții să stea cu capul aplecat sau așezați pe băncuță. În balcon se ajunge greoi, pe o mică scăriță, direct din târnațul bisericii, traversând un mic tunel și după ce deschizi o trapă de scândură pătrată, cu dimensiunile de 0,5 / 0,5 metri. Biserica este dotată cu instalații de curent electric și gaz metan, încălzirea fiind asigurată de o mică sobă montată în prima încăpere. Biserica de lemn din Berchieșu, ca de altfel și cea din Crișeni, Cluj - aflată la 2 km. distanță spre nord, are o încărcătură spirituală și emoțională deosebită. Geamurile mici, lumina semiobscură și faptul că localnicii s-au folosit de acest mic si modest lăcaș pentru a-și păstra echilibrul spiritual, greu încercat de-a lungul istoriei presărată de greutăți, fac din vizitarea acestei biserici o reîntoarcere în timp, care ne aduce aminte de un model simplu de viață și plin de credință al strămoșilor noștri. Biserica de lemn, după informațiile furnizate de un localnic se află în conservare. Riscul ca această veche biserică de lemn să nu mai poată fi întreținută de localnici există, urmare a sărăciei omniprezente și a tendinței de scădere a populației, fenomen specific satelor îndepărtate de orașele mari, așa cum este și Berchieșu.

## Trăsături
Biserica e construită din lemn de brad. Se crede că a fost ridicată în jurul anului 1747. 1765 este anul mutării ei în satul Bechieșu, de undeva din părțile Bârgăului. Pe piciorul vechii mese a altarului era scris cu litere chirilice: “1765 pomană de la Adrieș Aioni de la Bergău”. Pictura parietală era pe pânză de cânepă, lipită pe lemn cu ajutorul unui strat subțire de ipsos. Predominau scenele din Vechiul Testament, din cartea Facerii și scene din Noul Testament, cu Patimile lui Iisus.
Biserica a fost reparată în 1859, în 1911, când s-a acoperit turnul cu tablă; în anul 1959 a fost tencuită în exterior, tencuială reparață în 1987. În 1963 a fost înlocuită și șindrila acoperișului cu tablă.

## Imagini din exterior

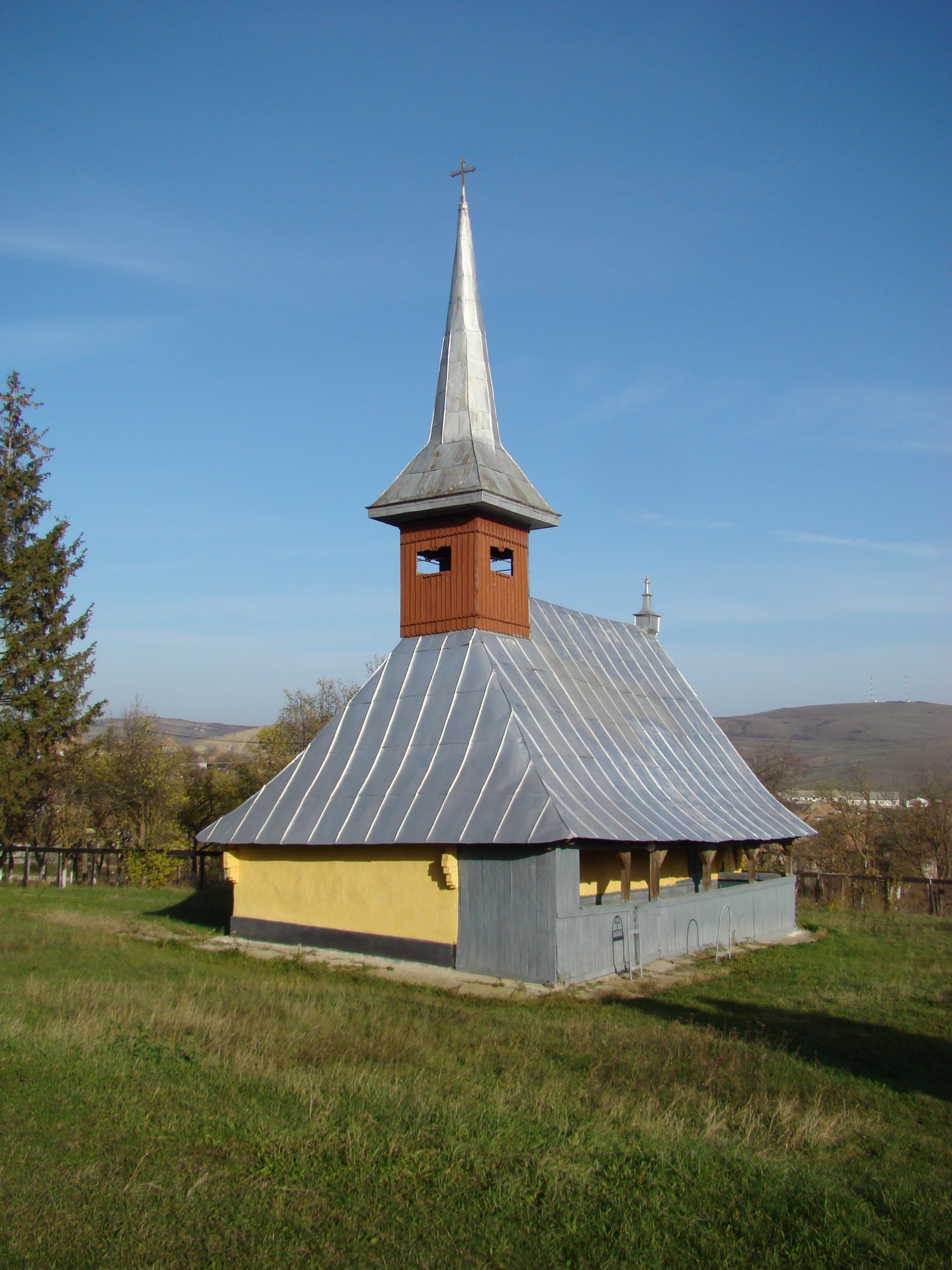
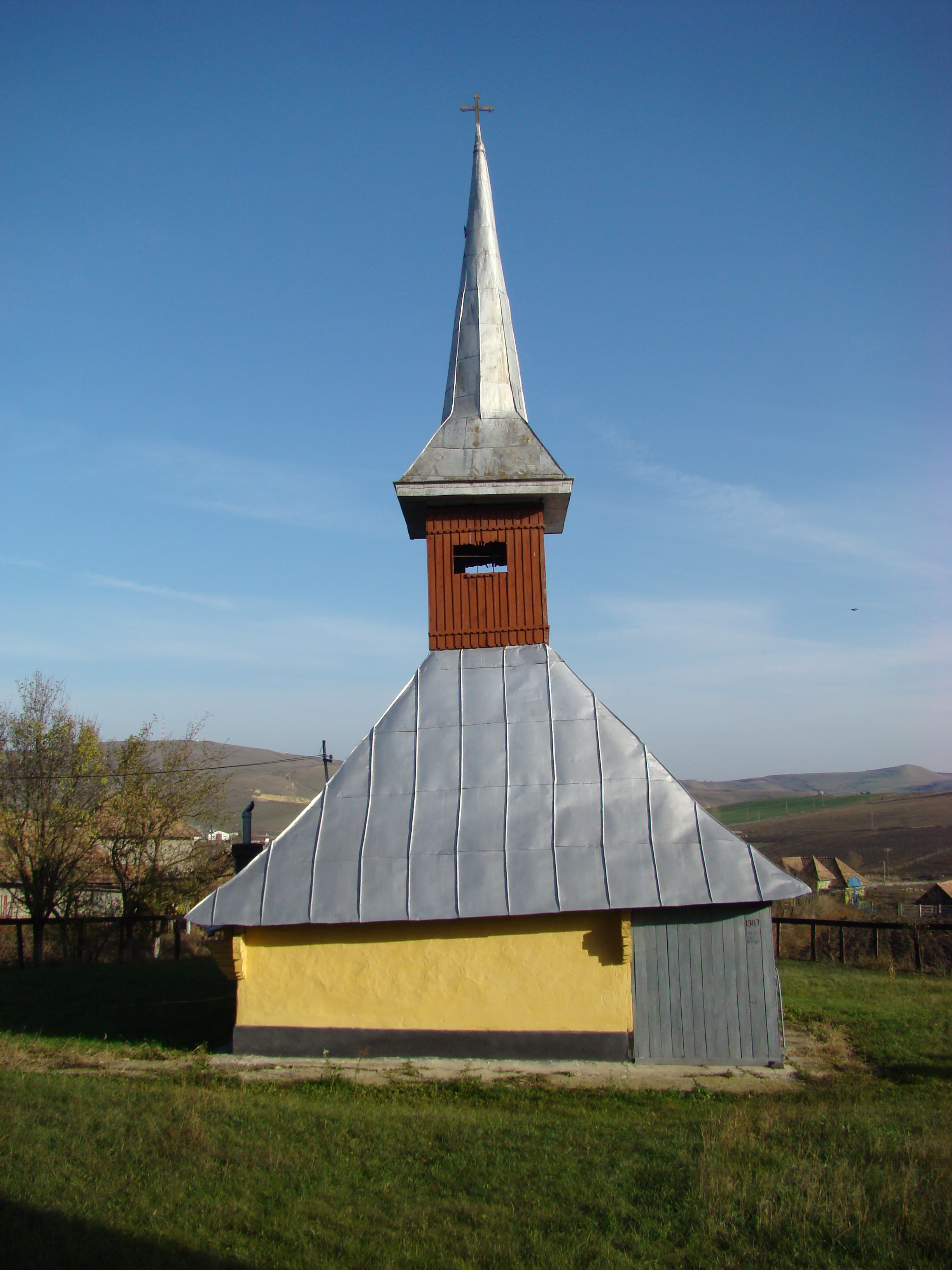
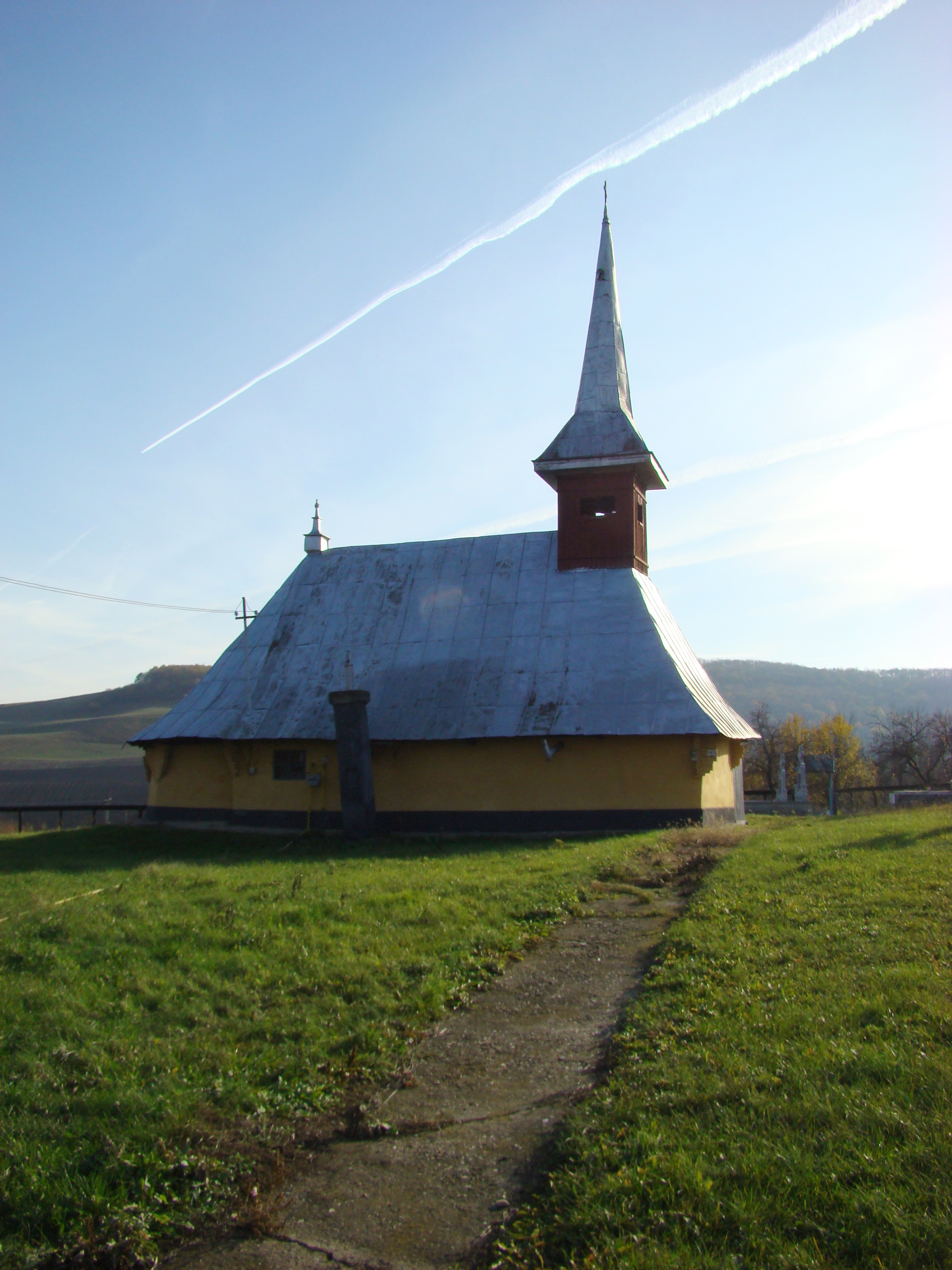
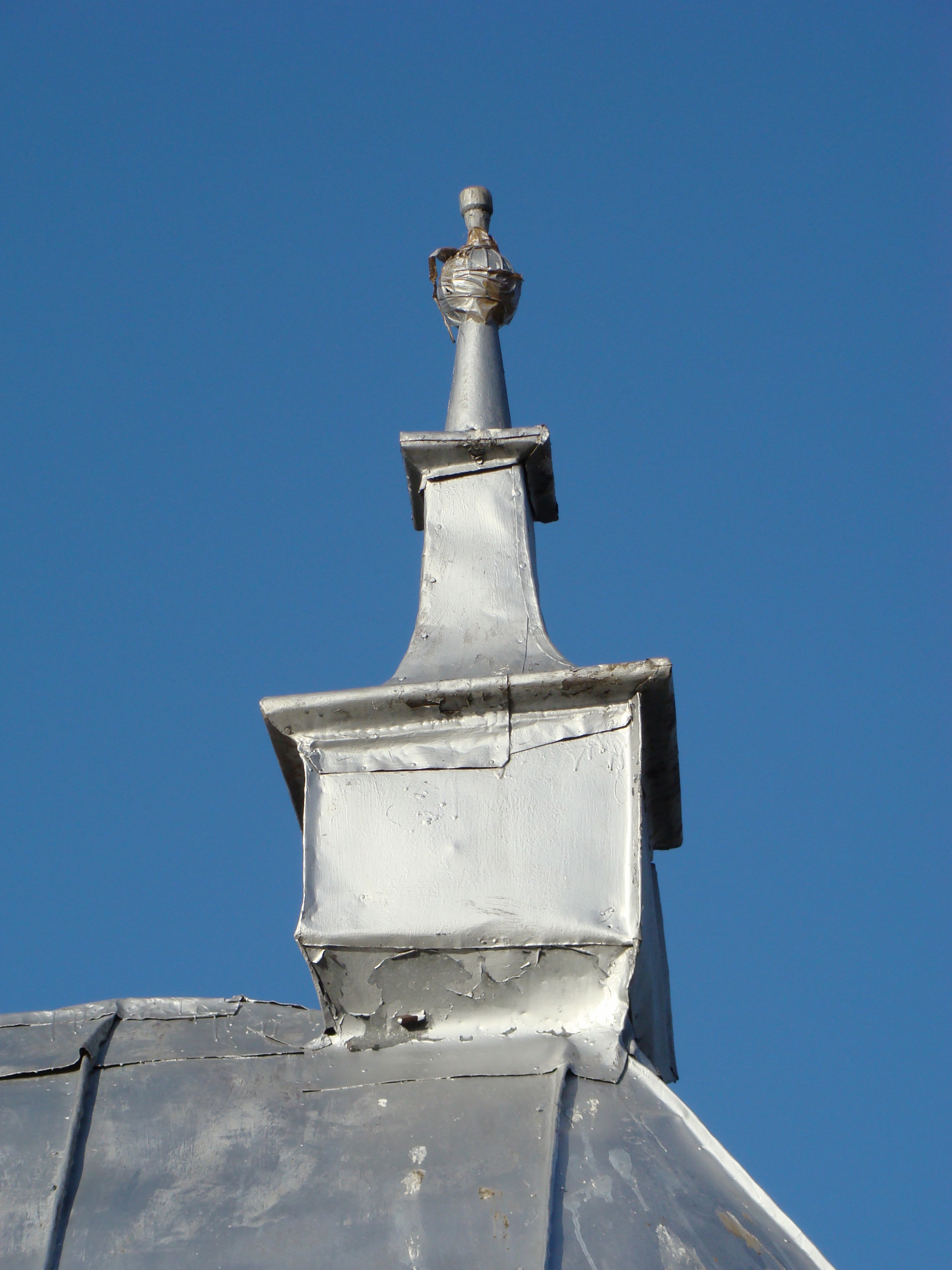
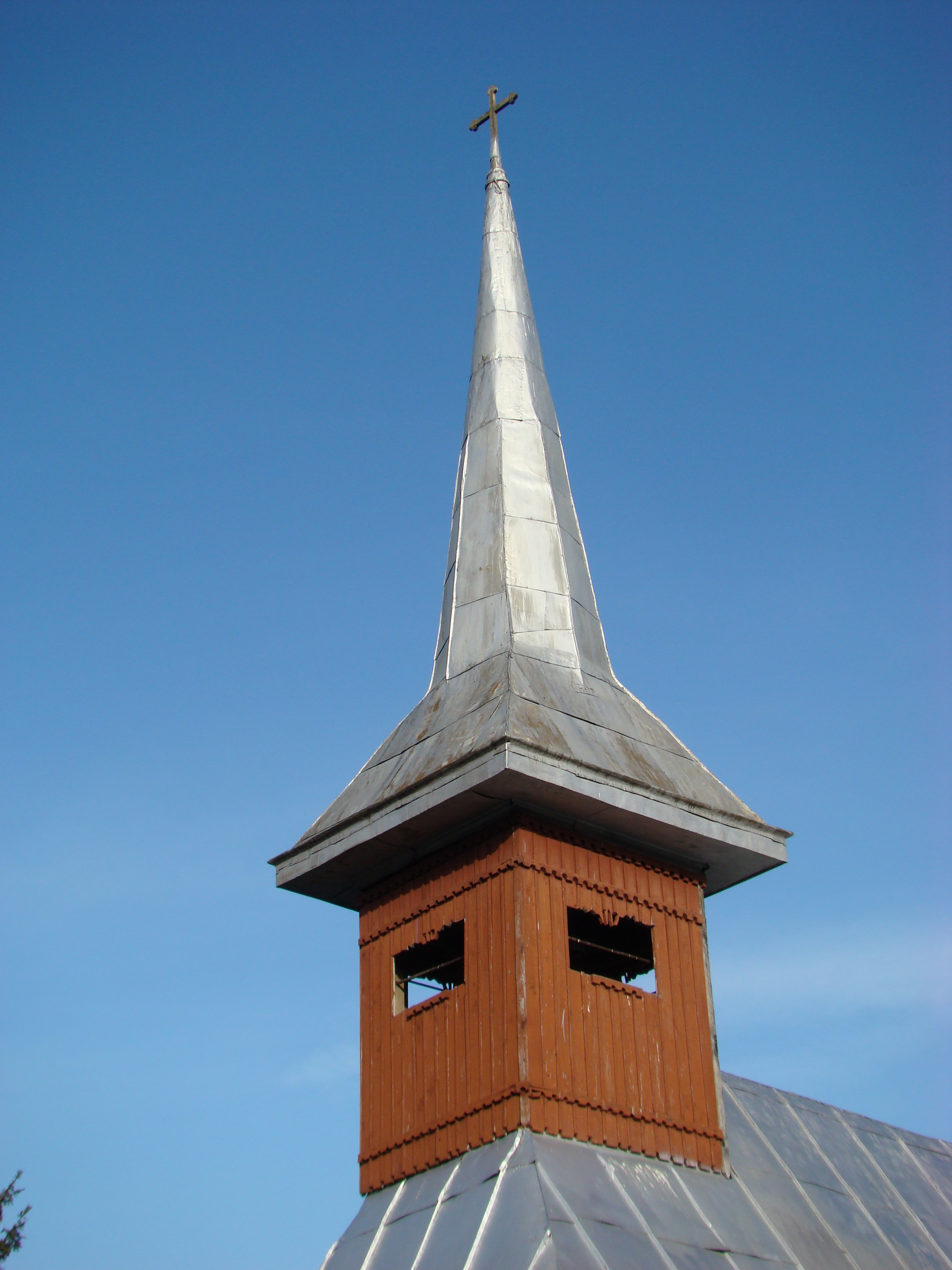
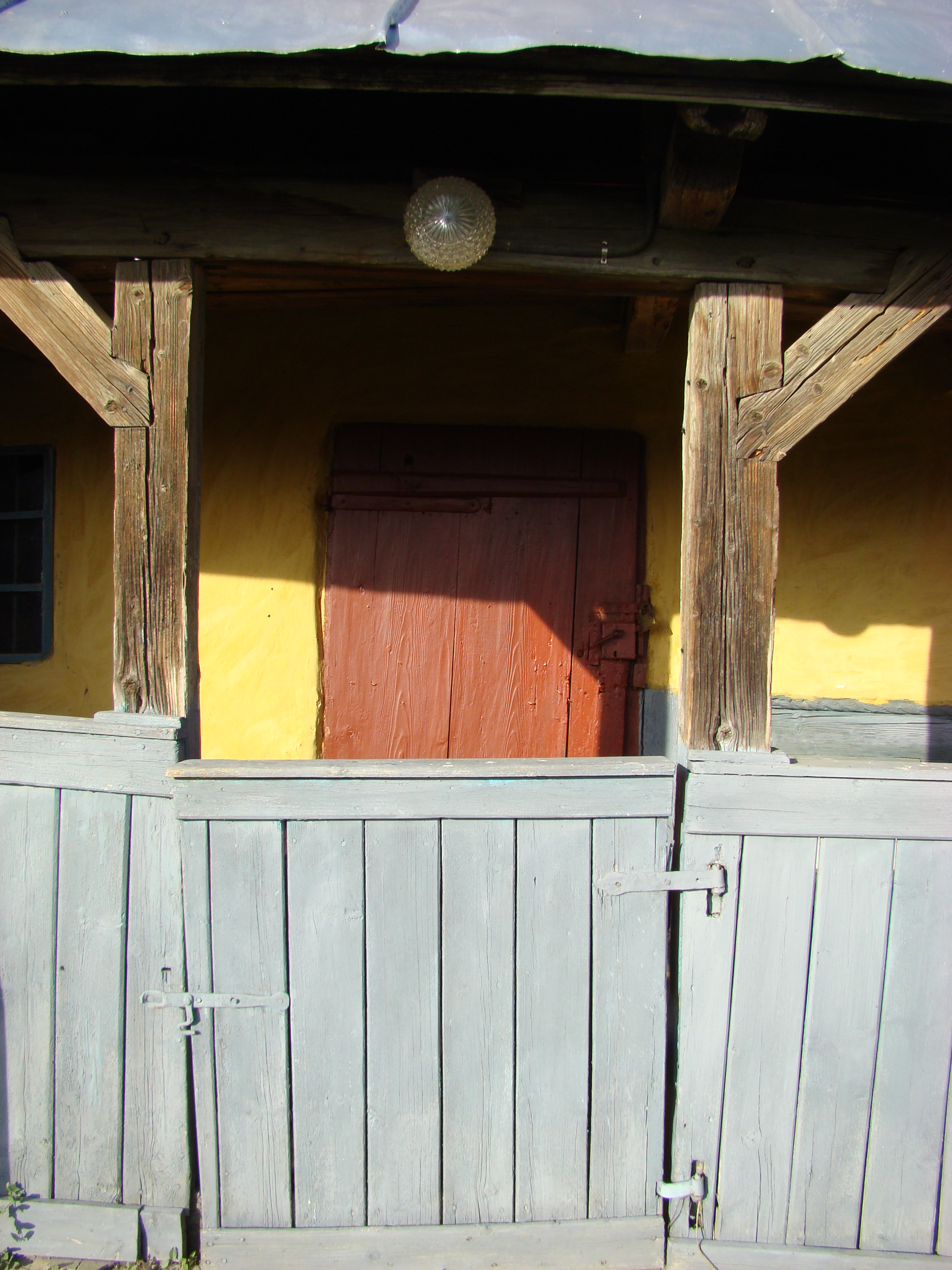
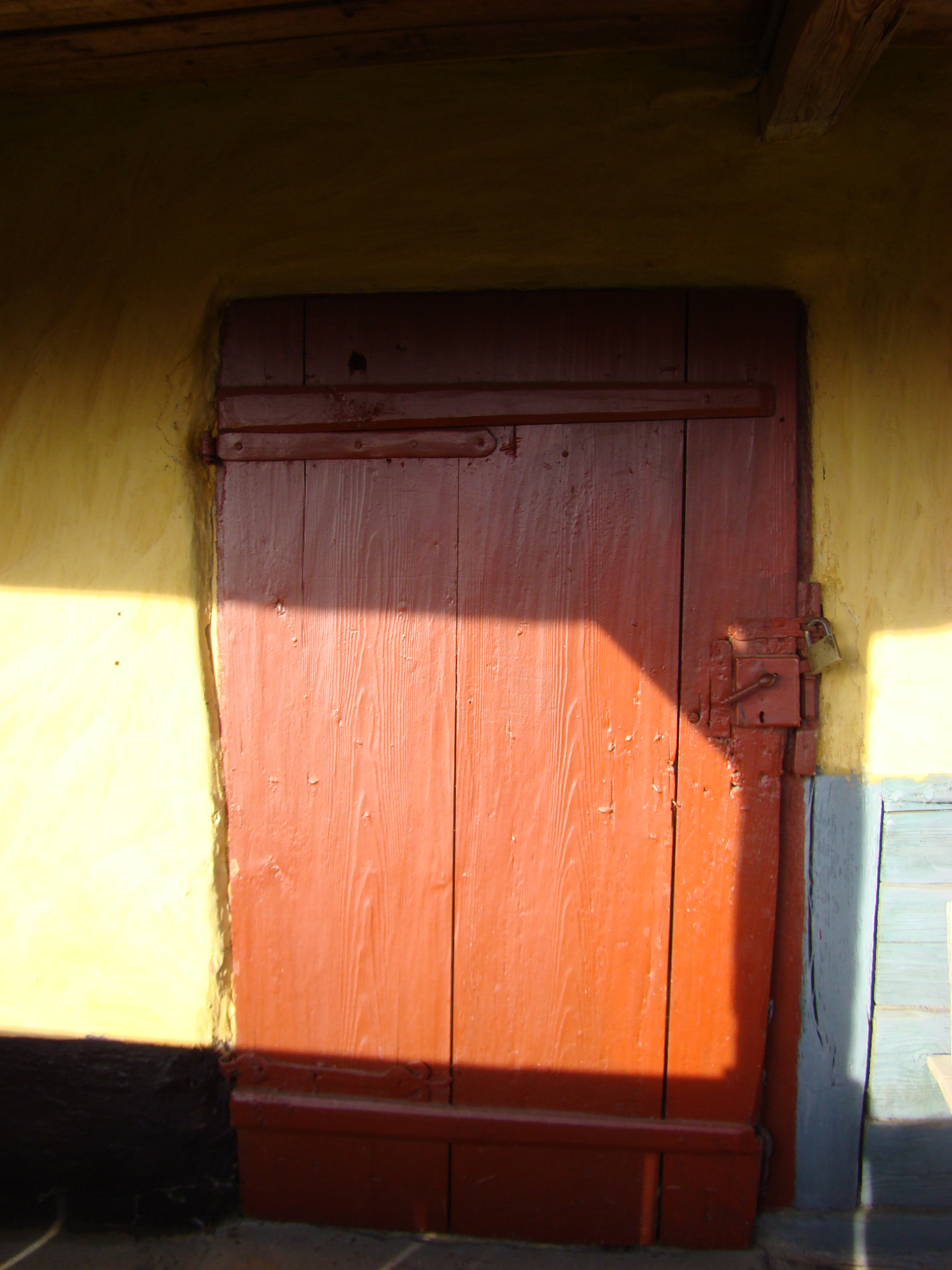
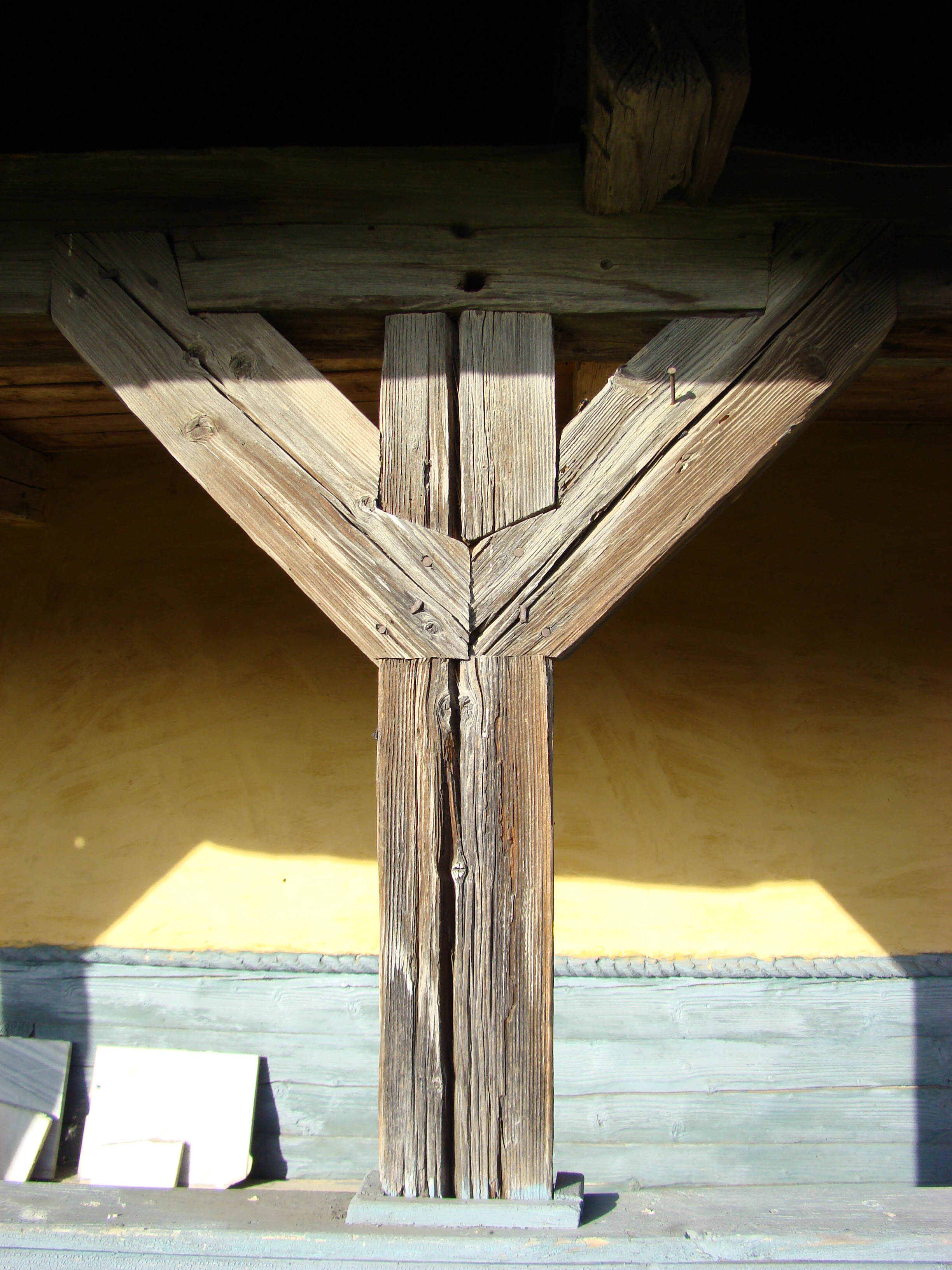
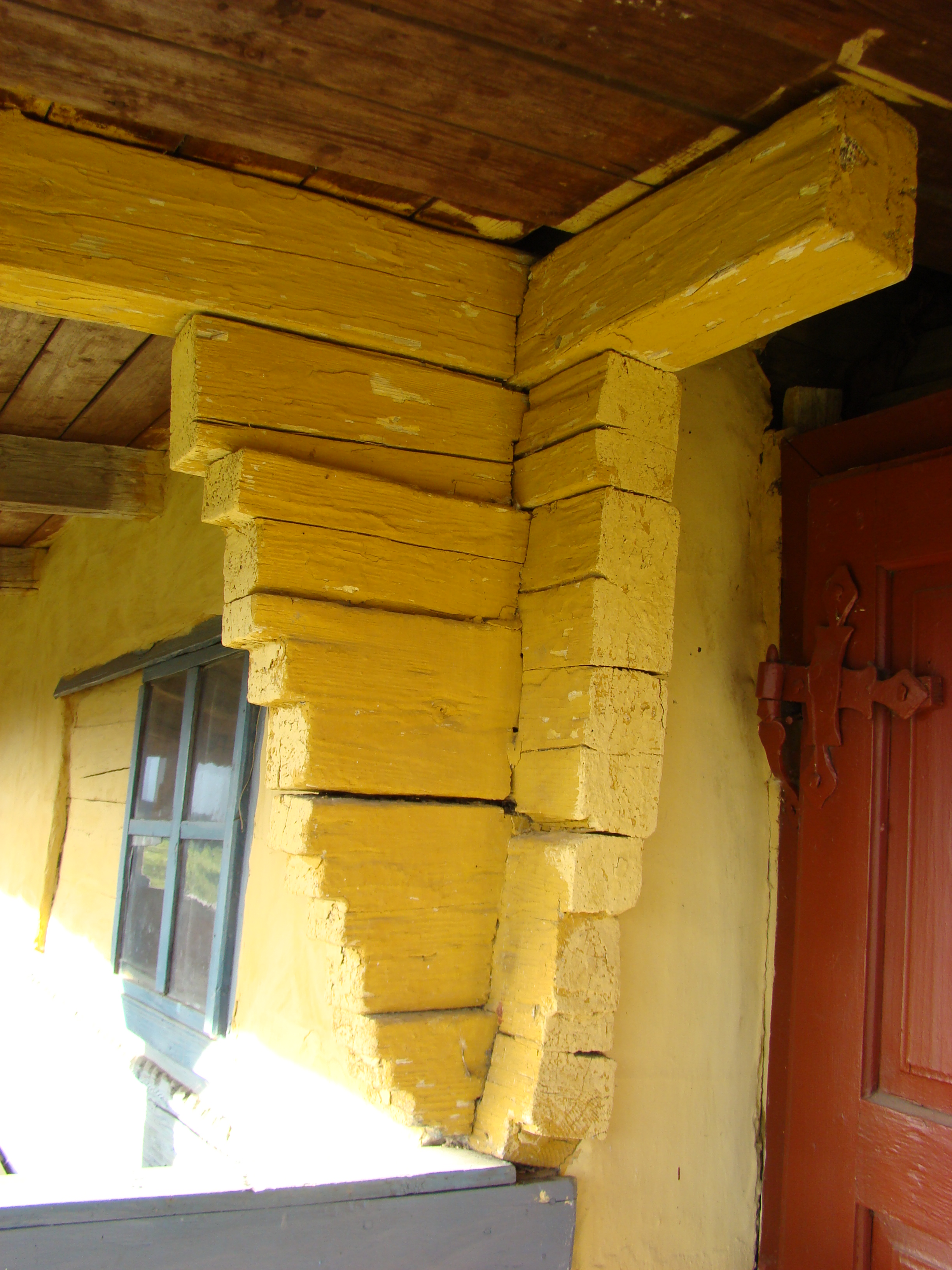
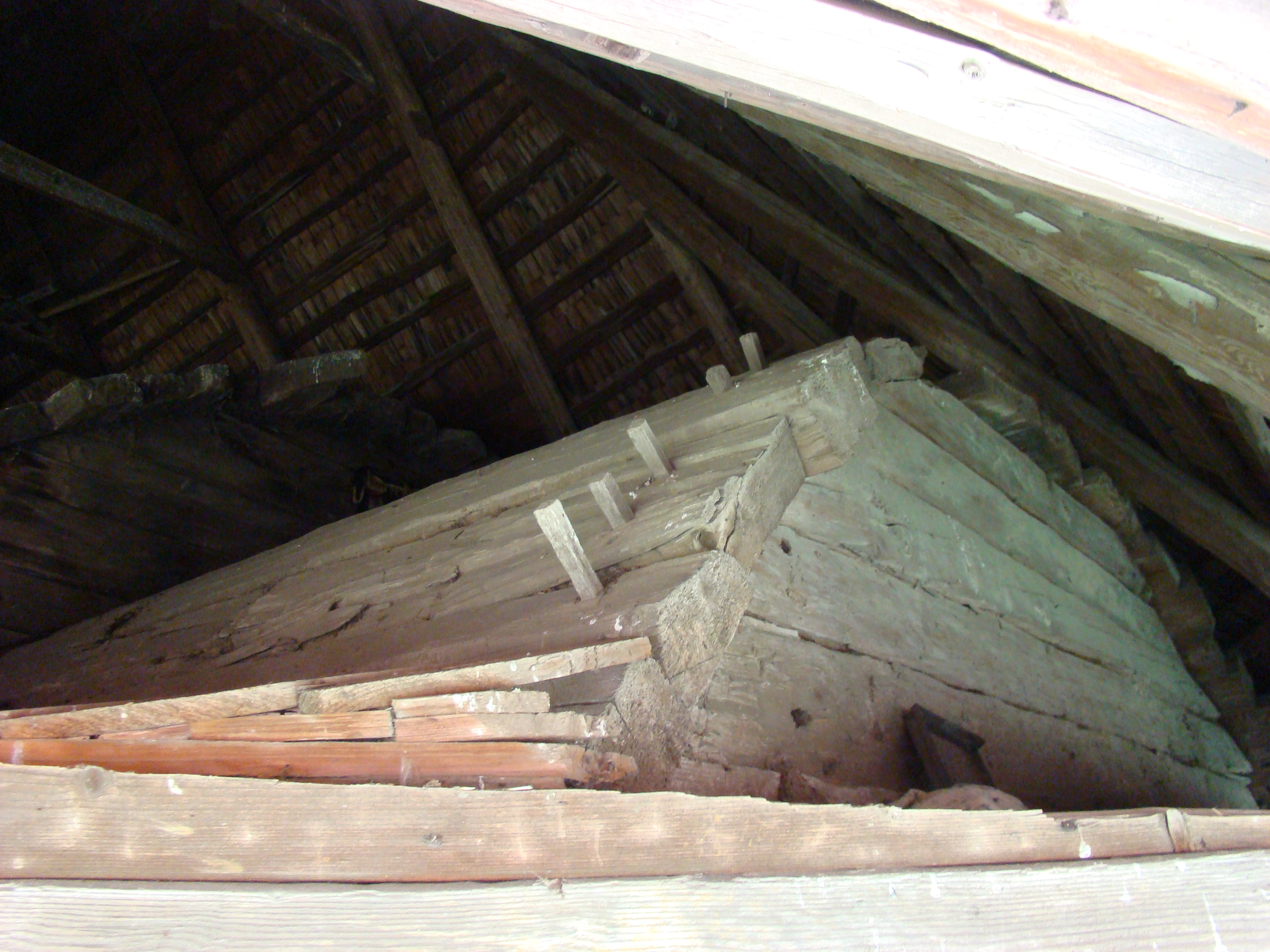
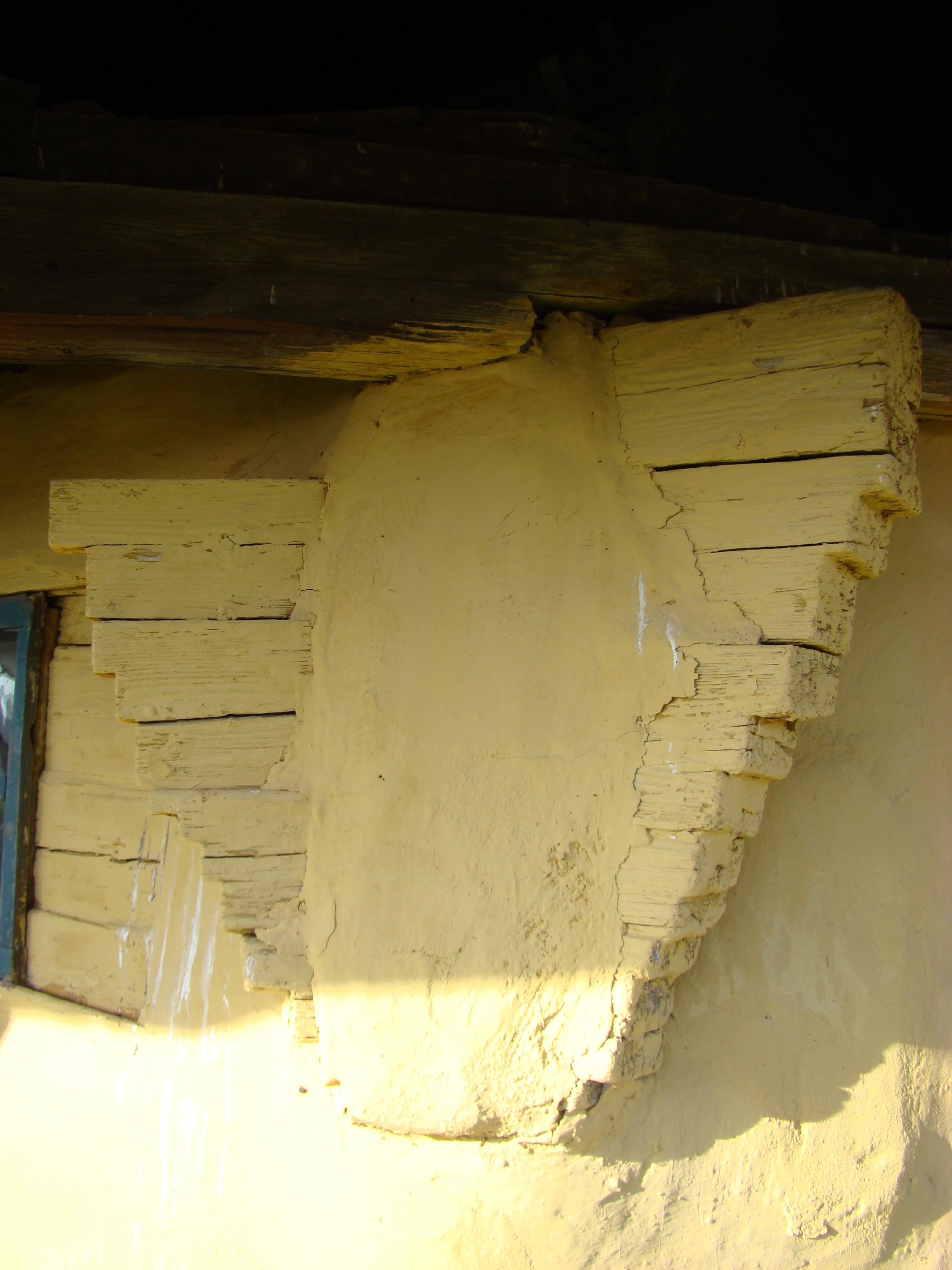
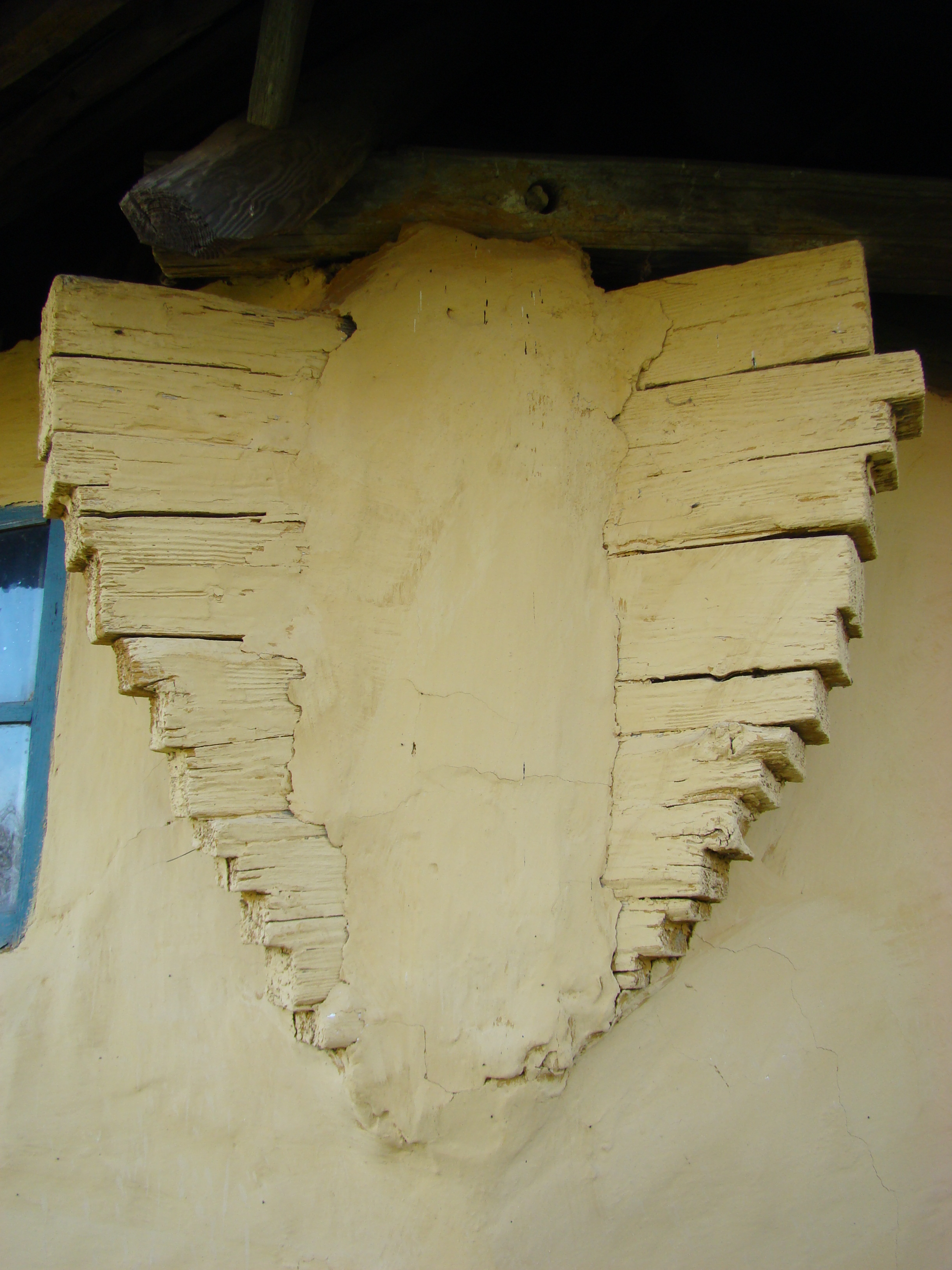
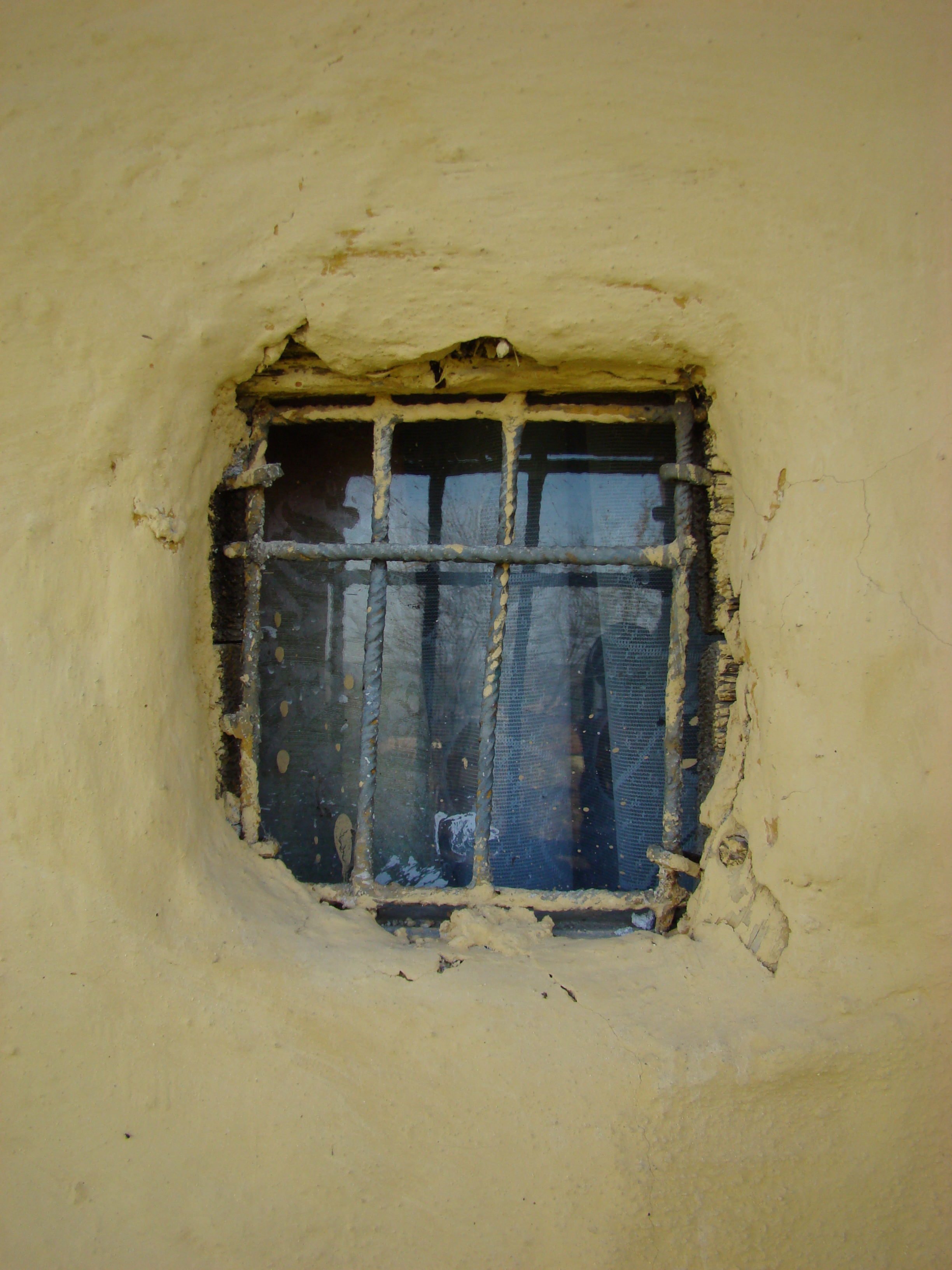
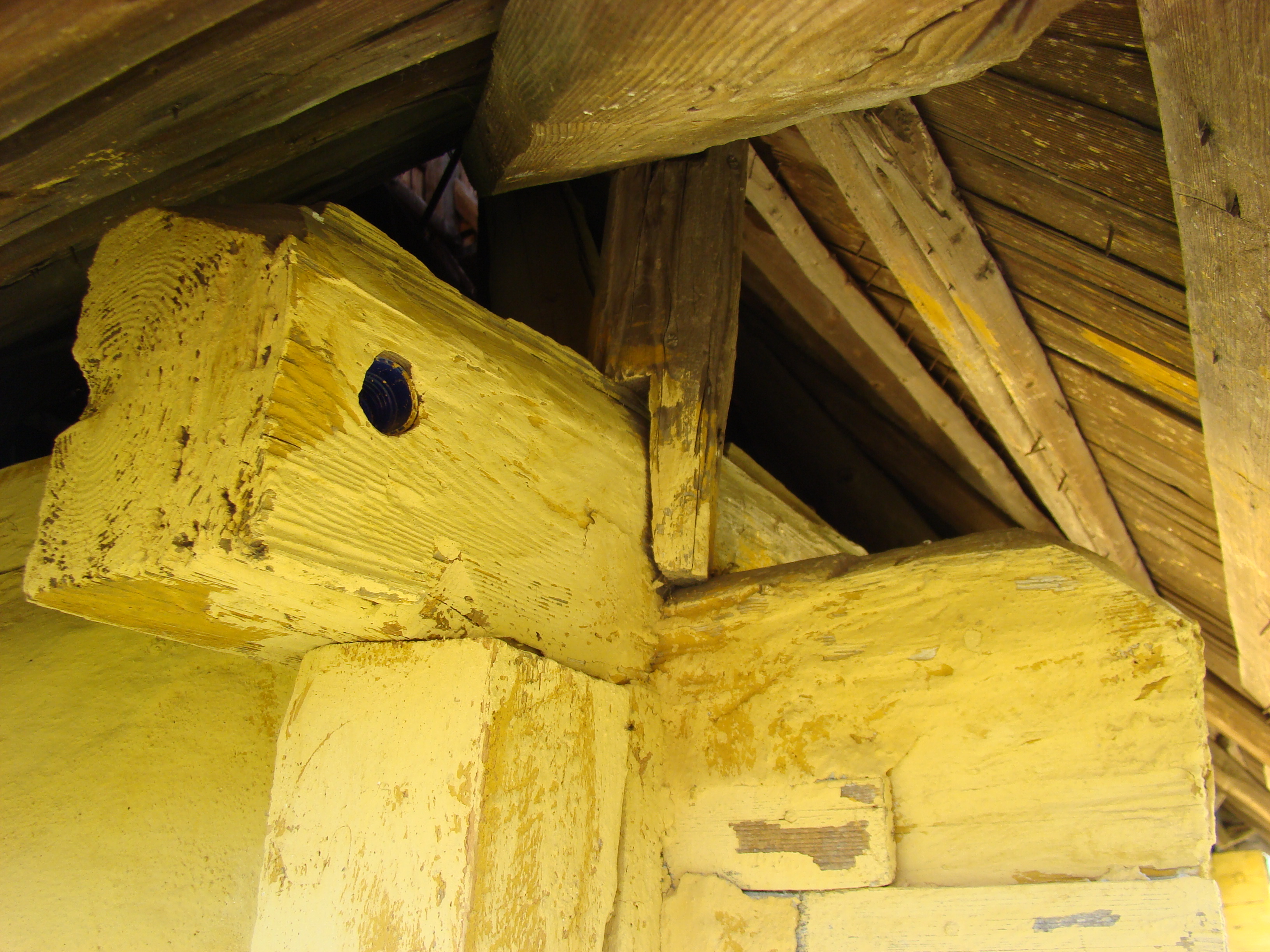
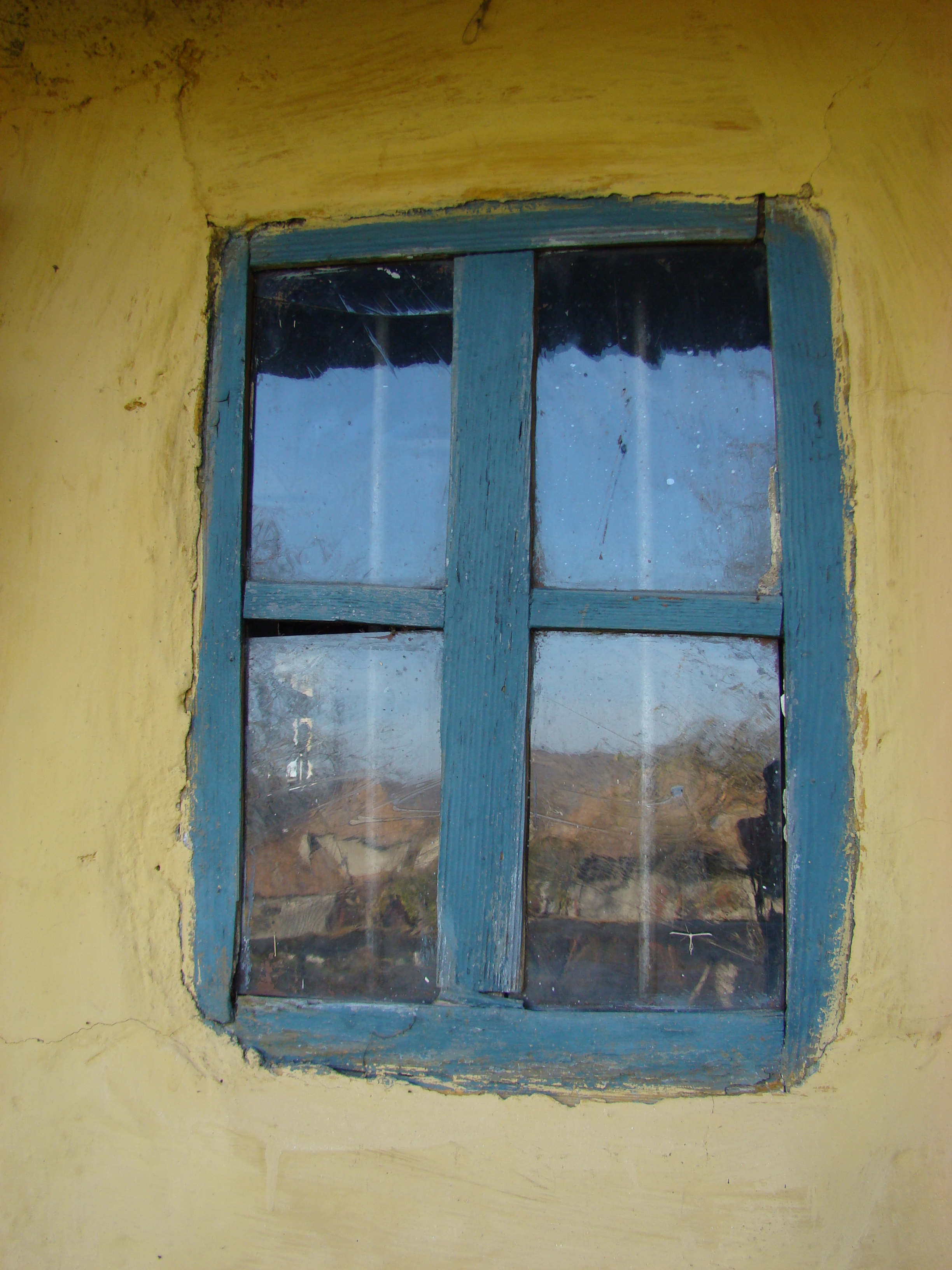
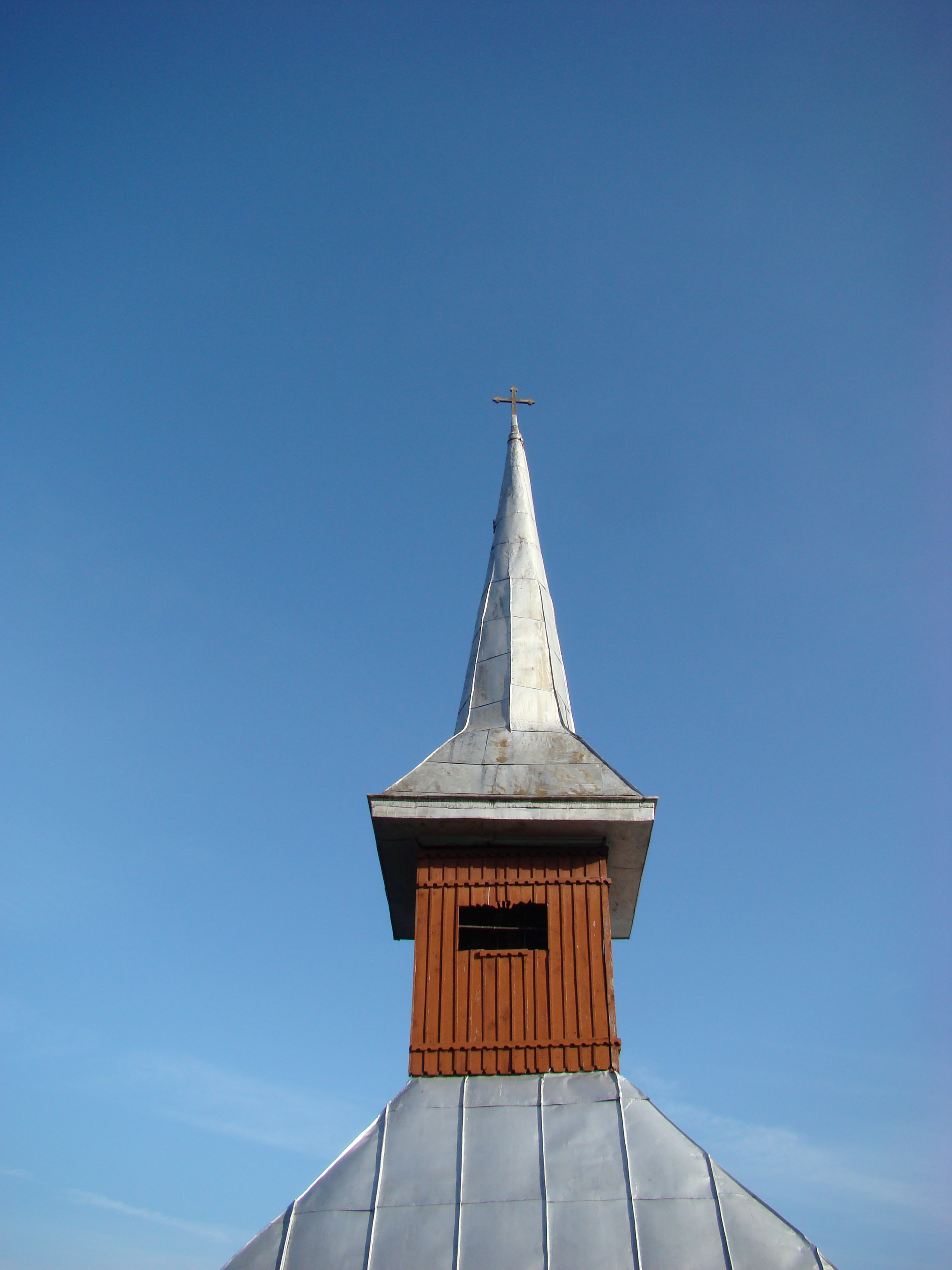
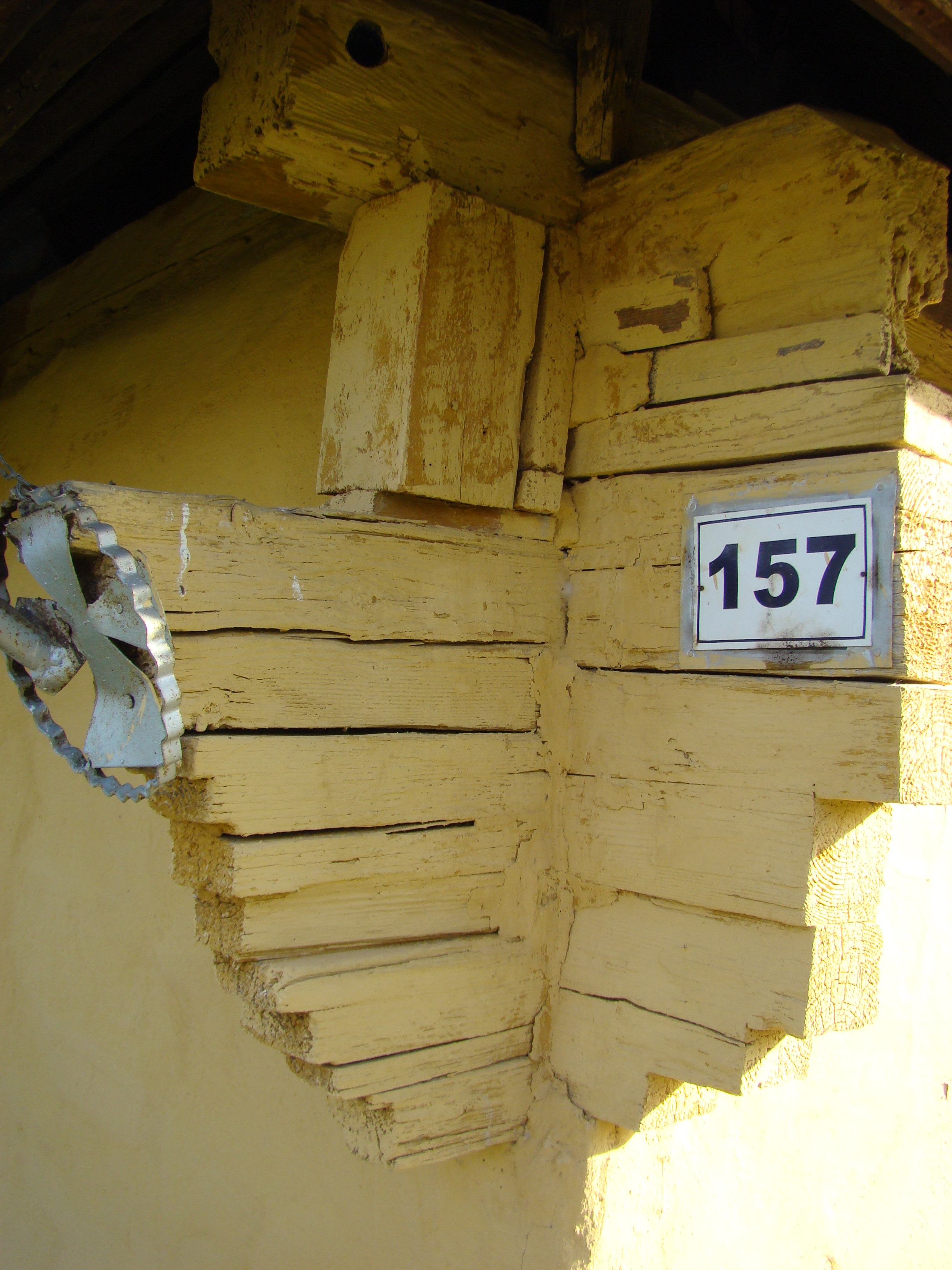
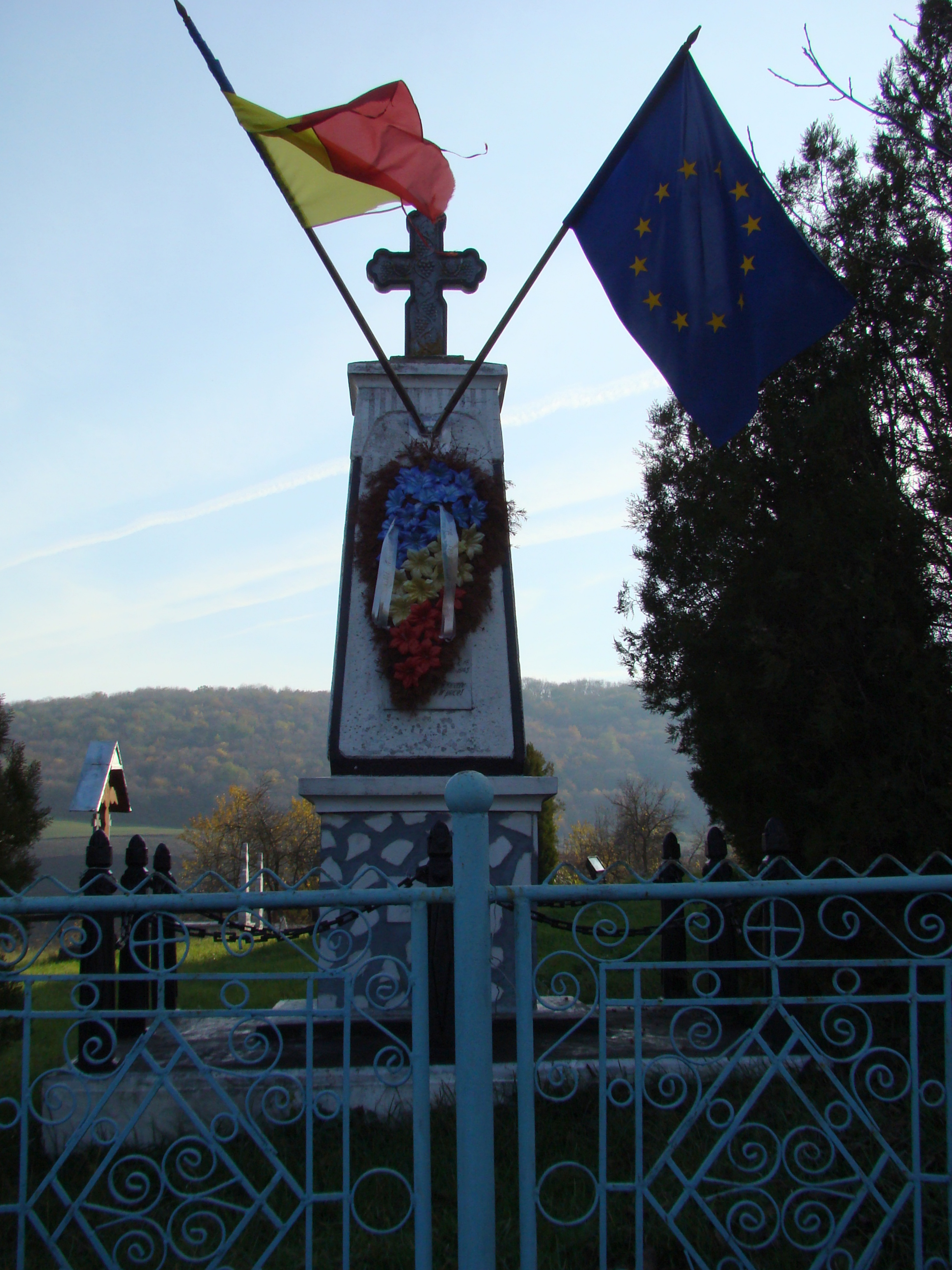
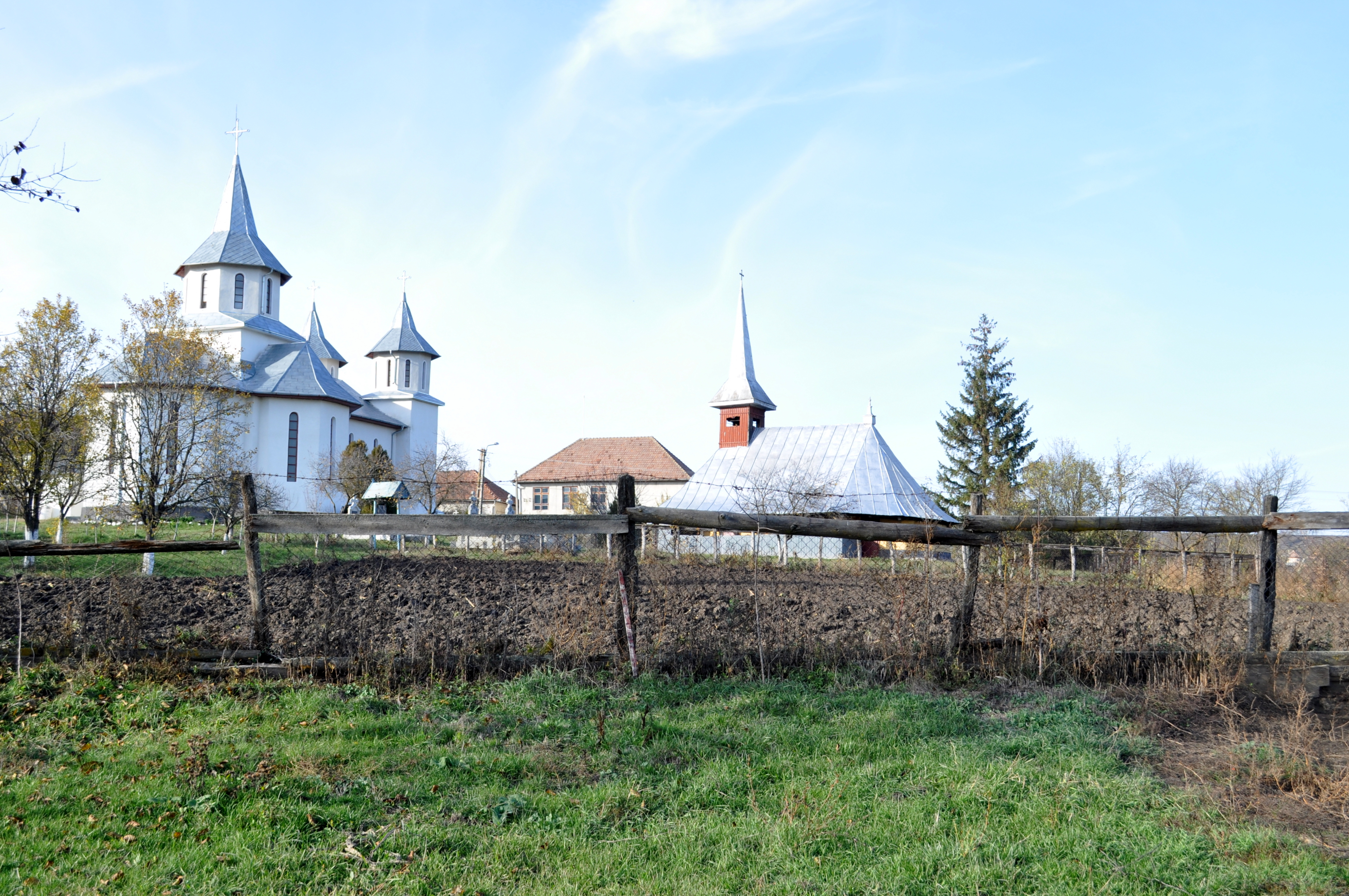
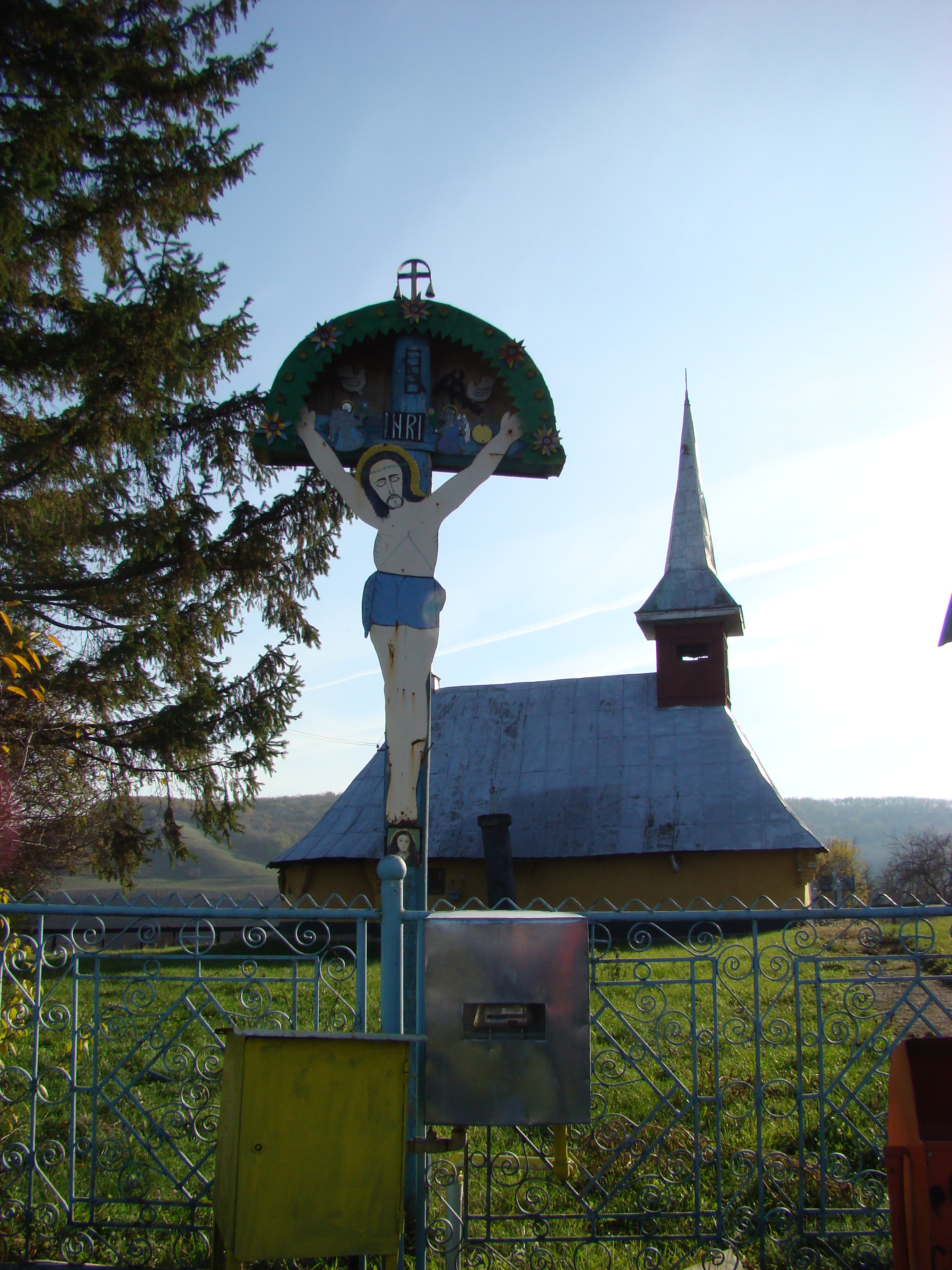
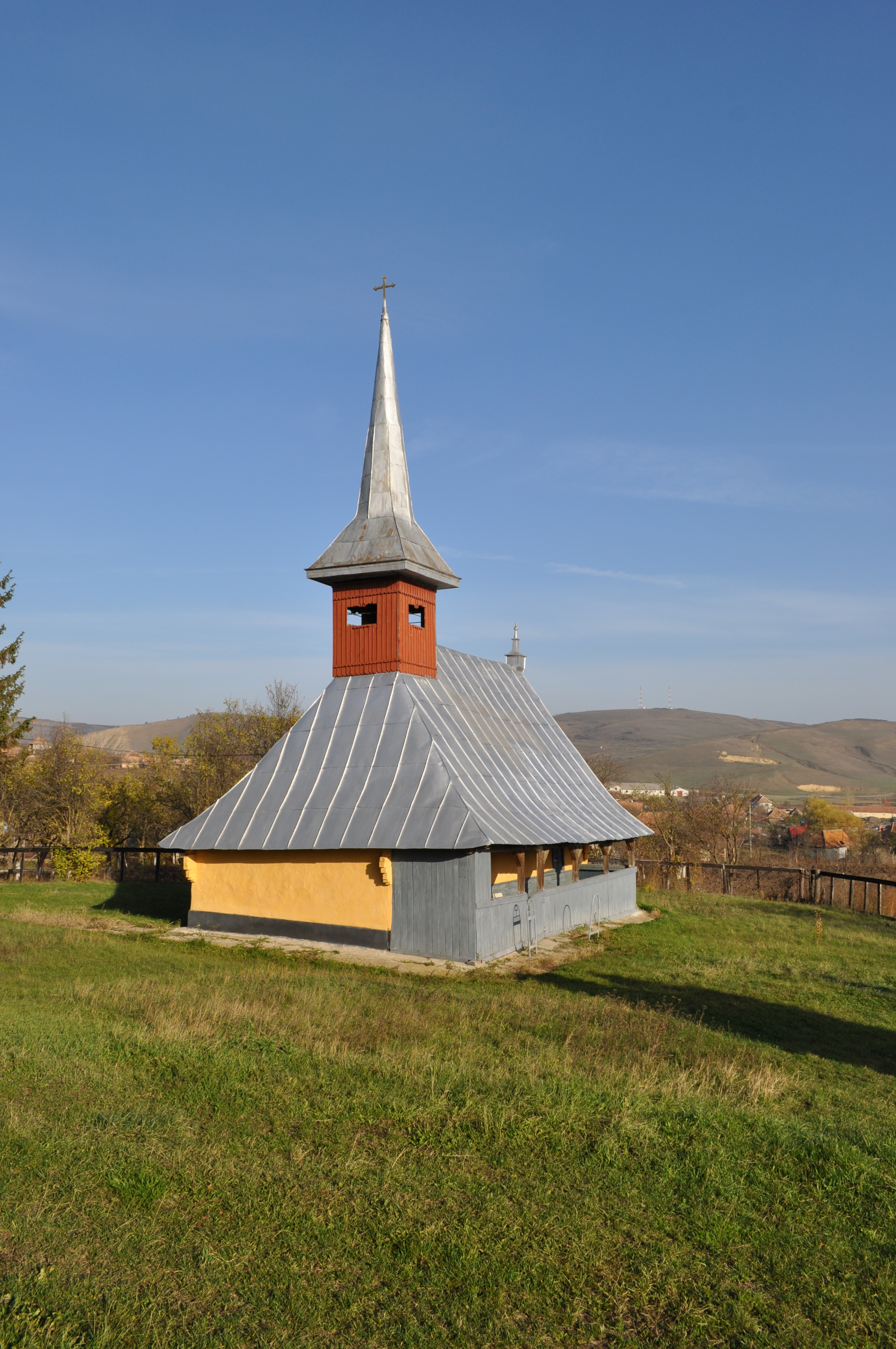
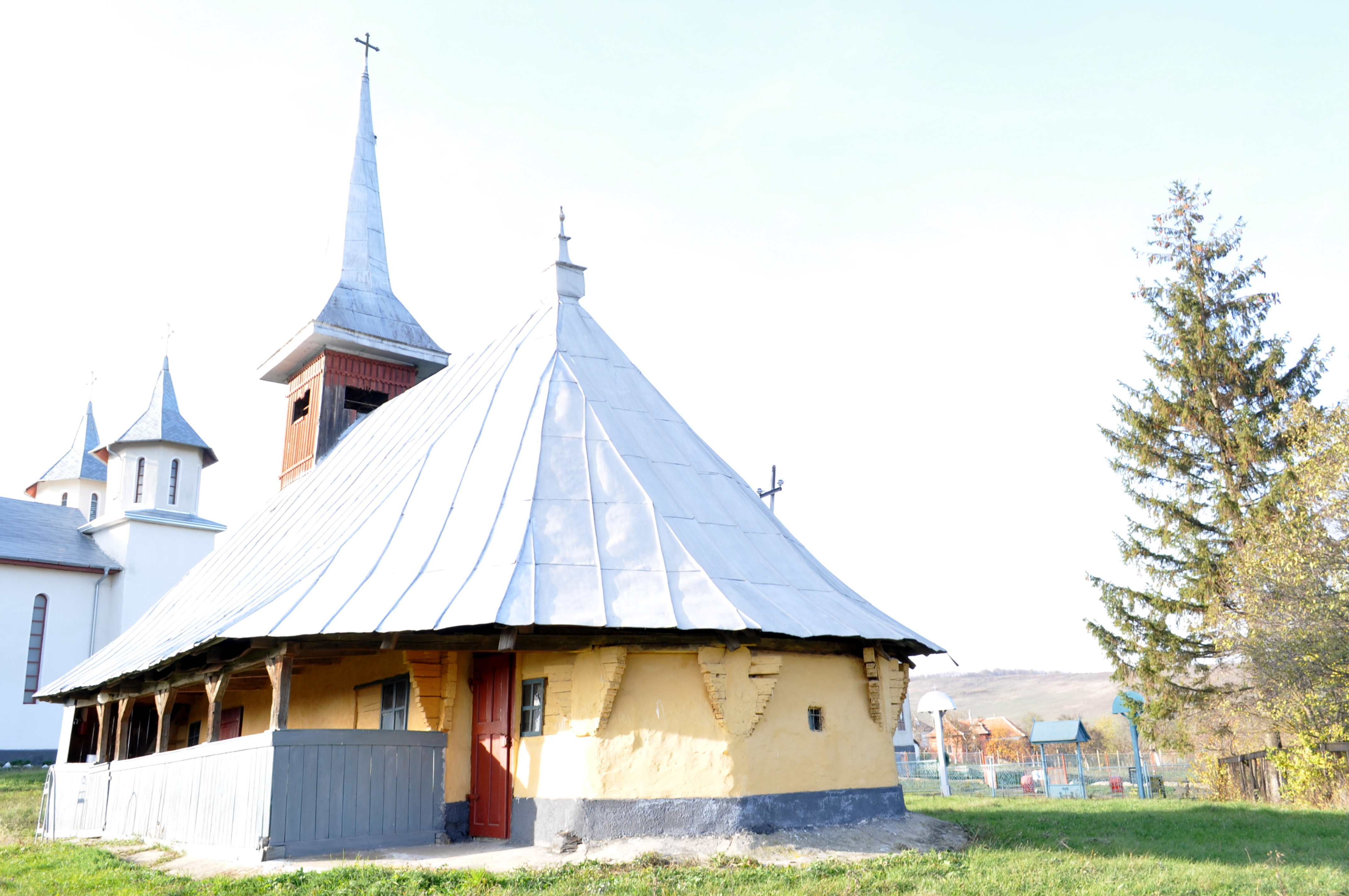
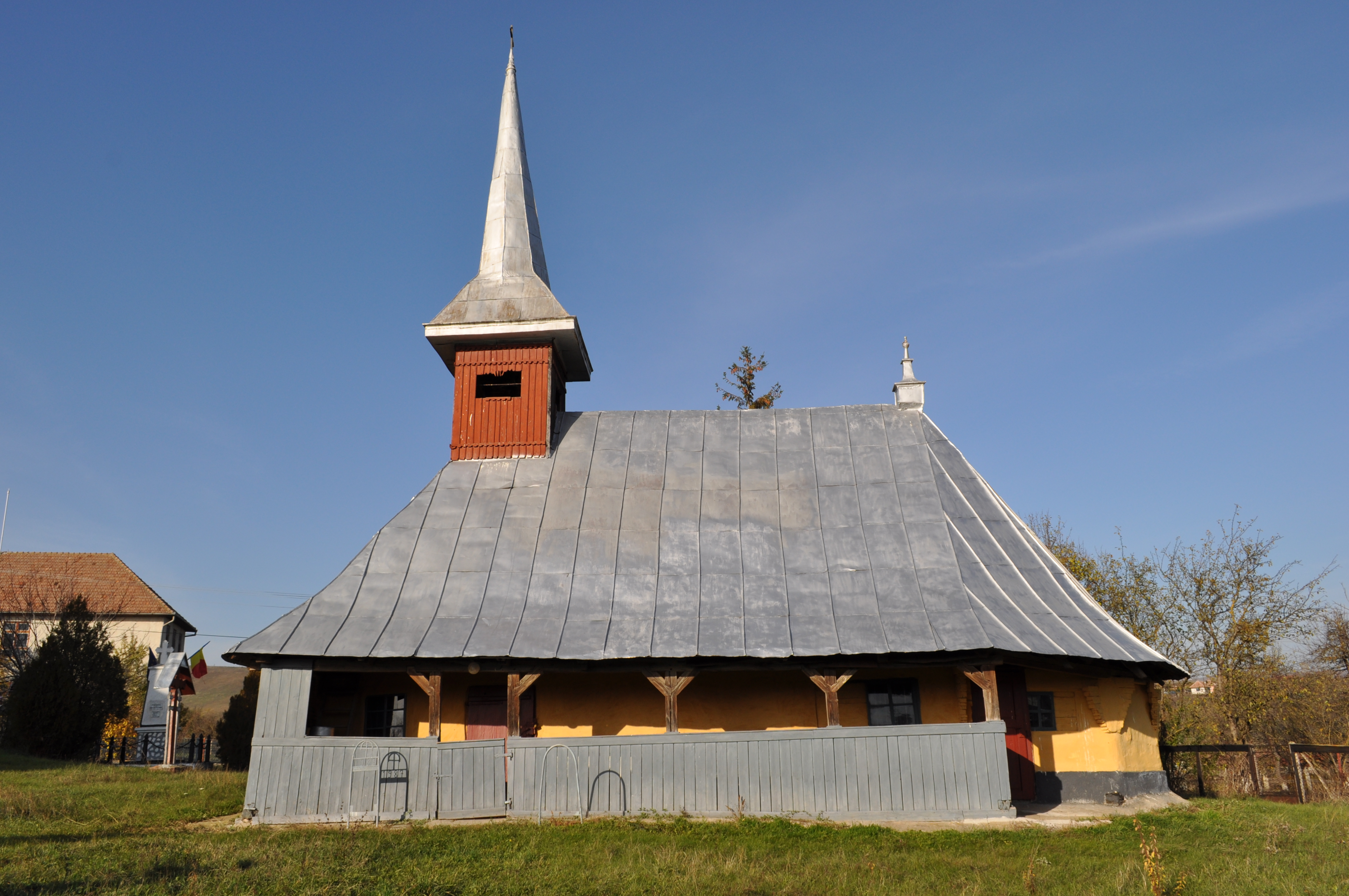

## Imagini din interior

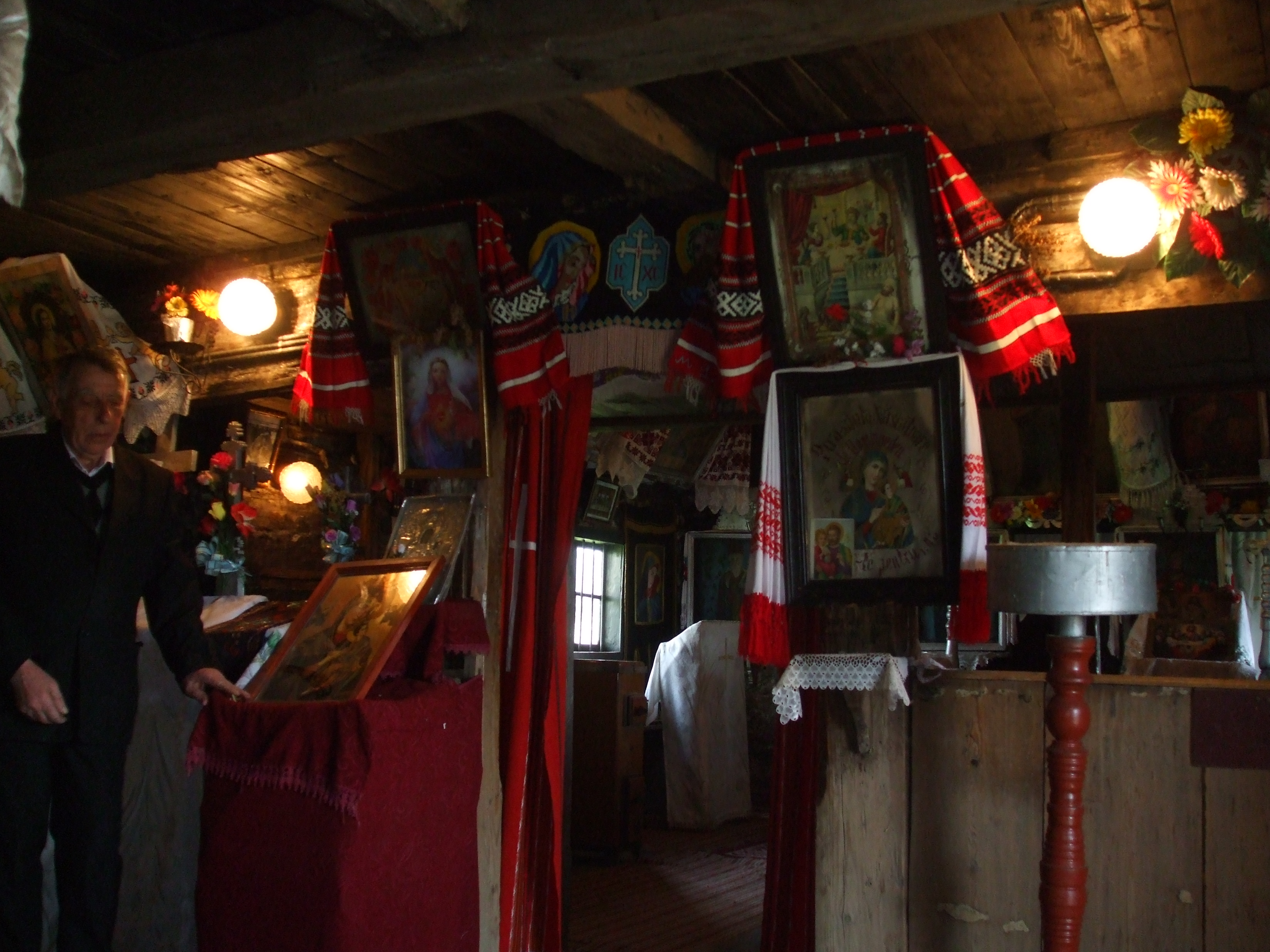
Biserica de lemn, interior
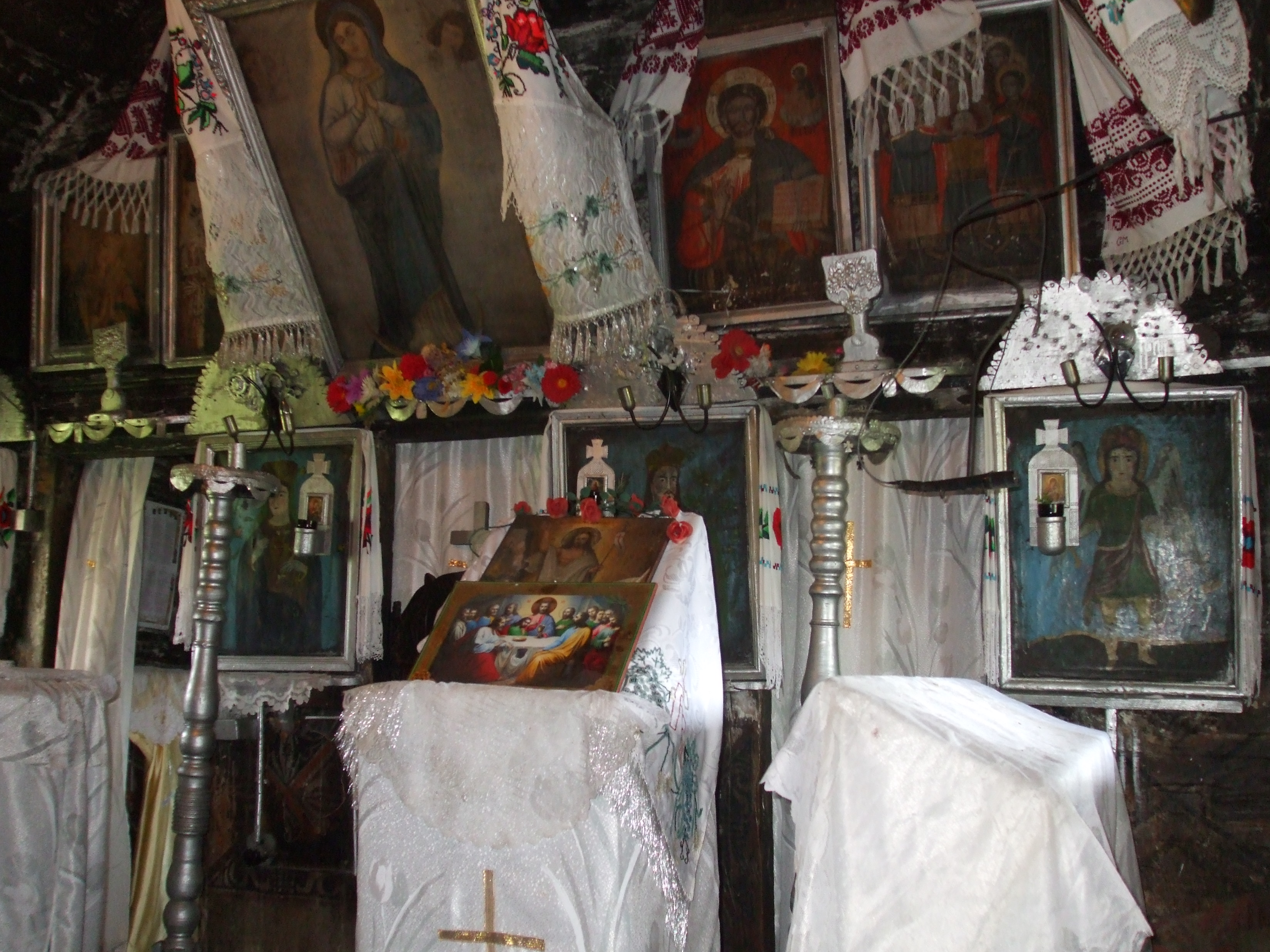
Biserica de lemn din Berchieș, interior
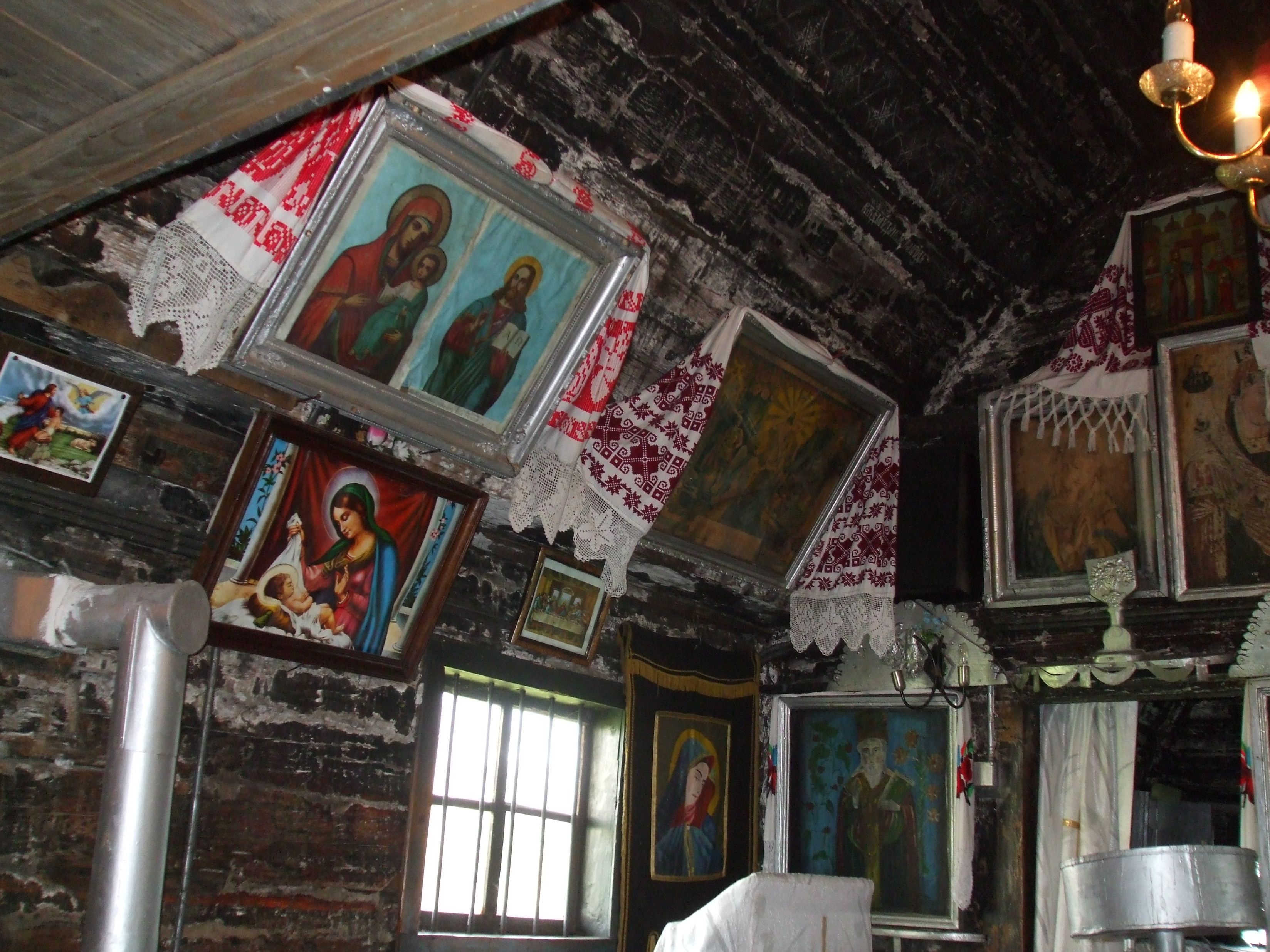
Biserica de lemn, interior